# Arquitetura rococó

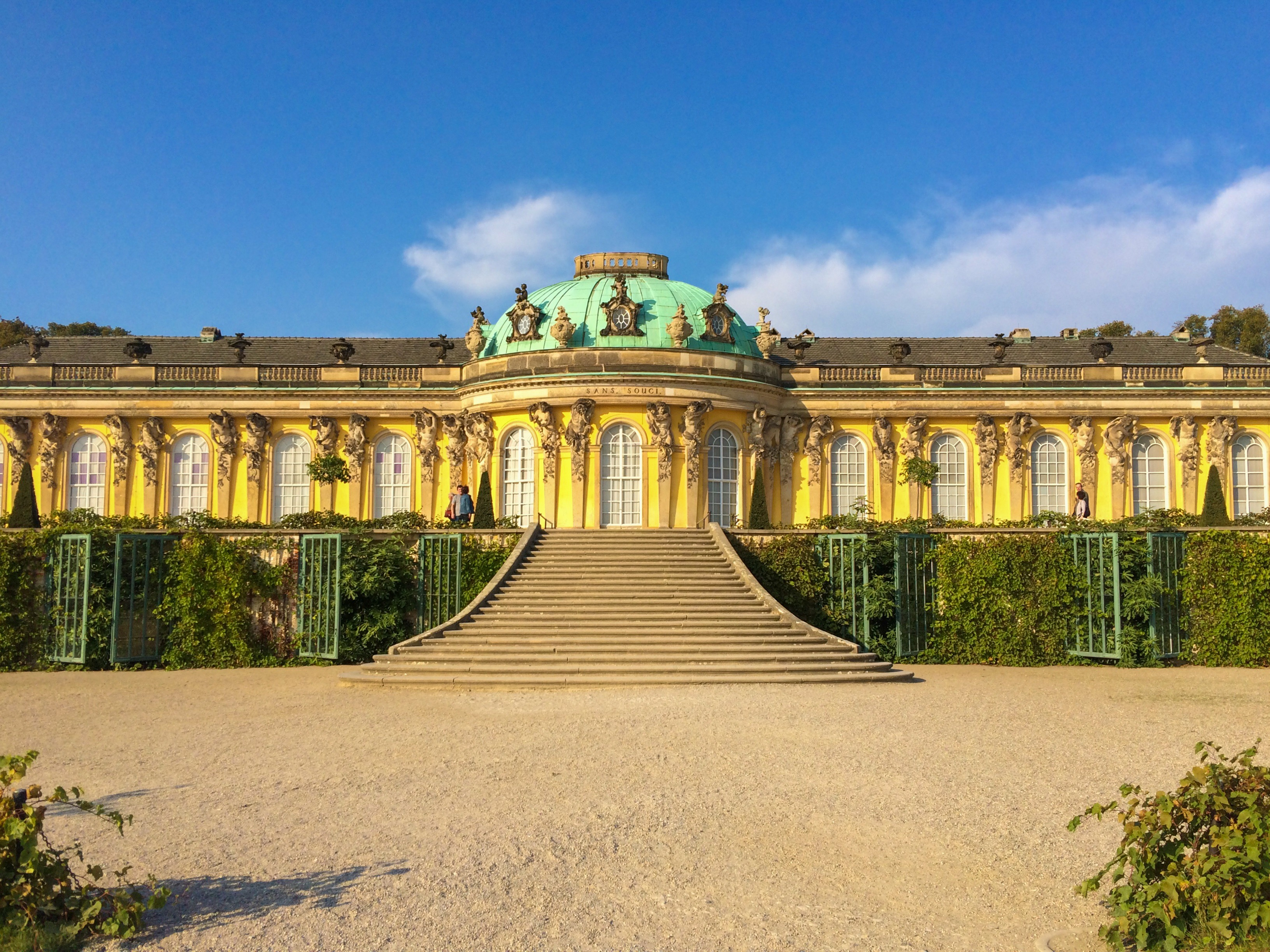
Palácio de Verão de Frederico, o Grande, Rei da Prússia, em Potsdam

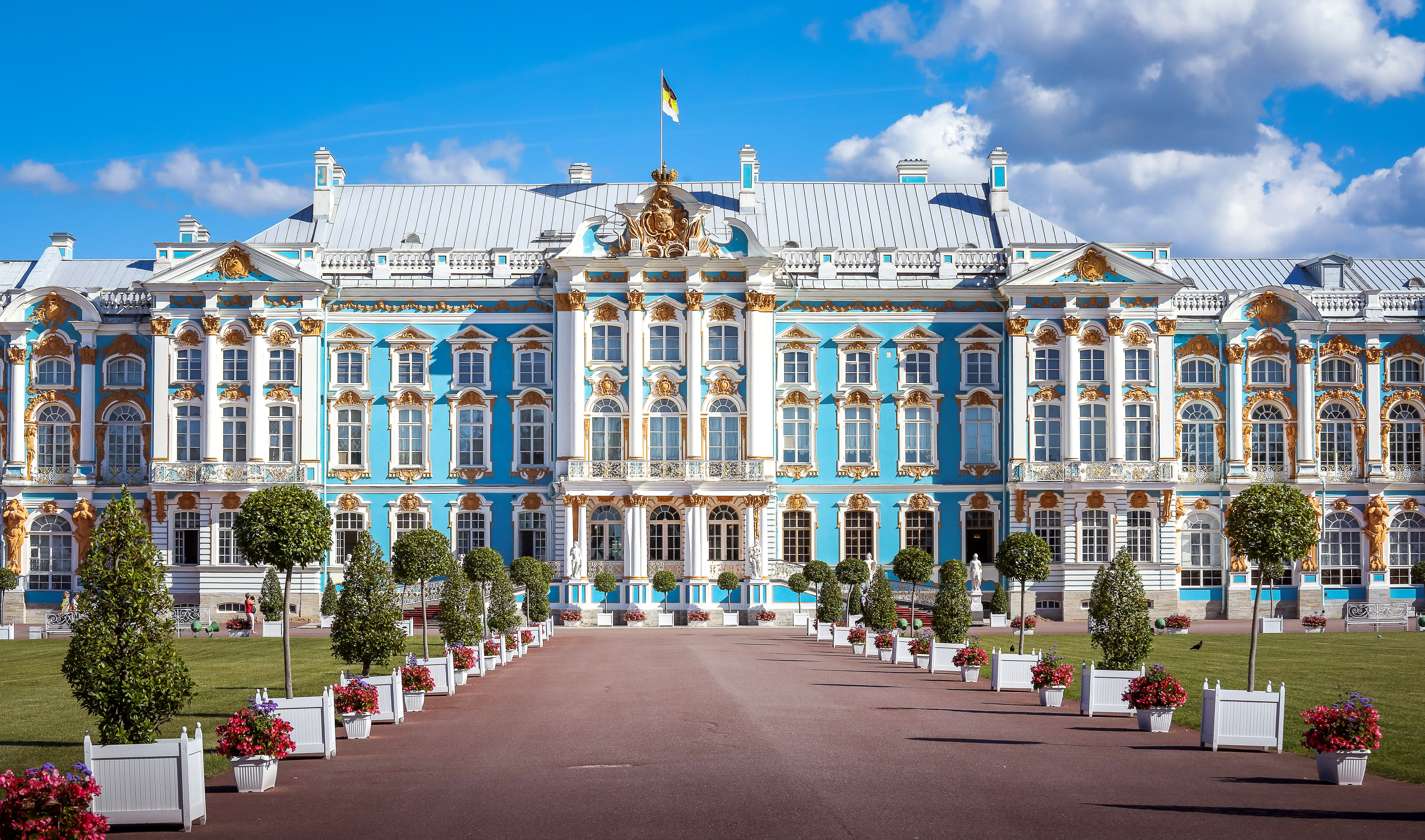
Palácio de Catarina, 1717. Serviu de residência de Verão aos Czares.

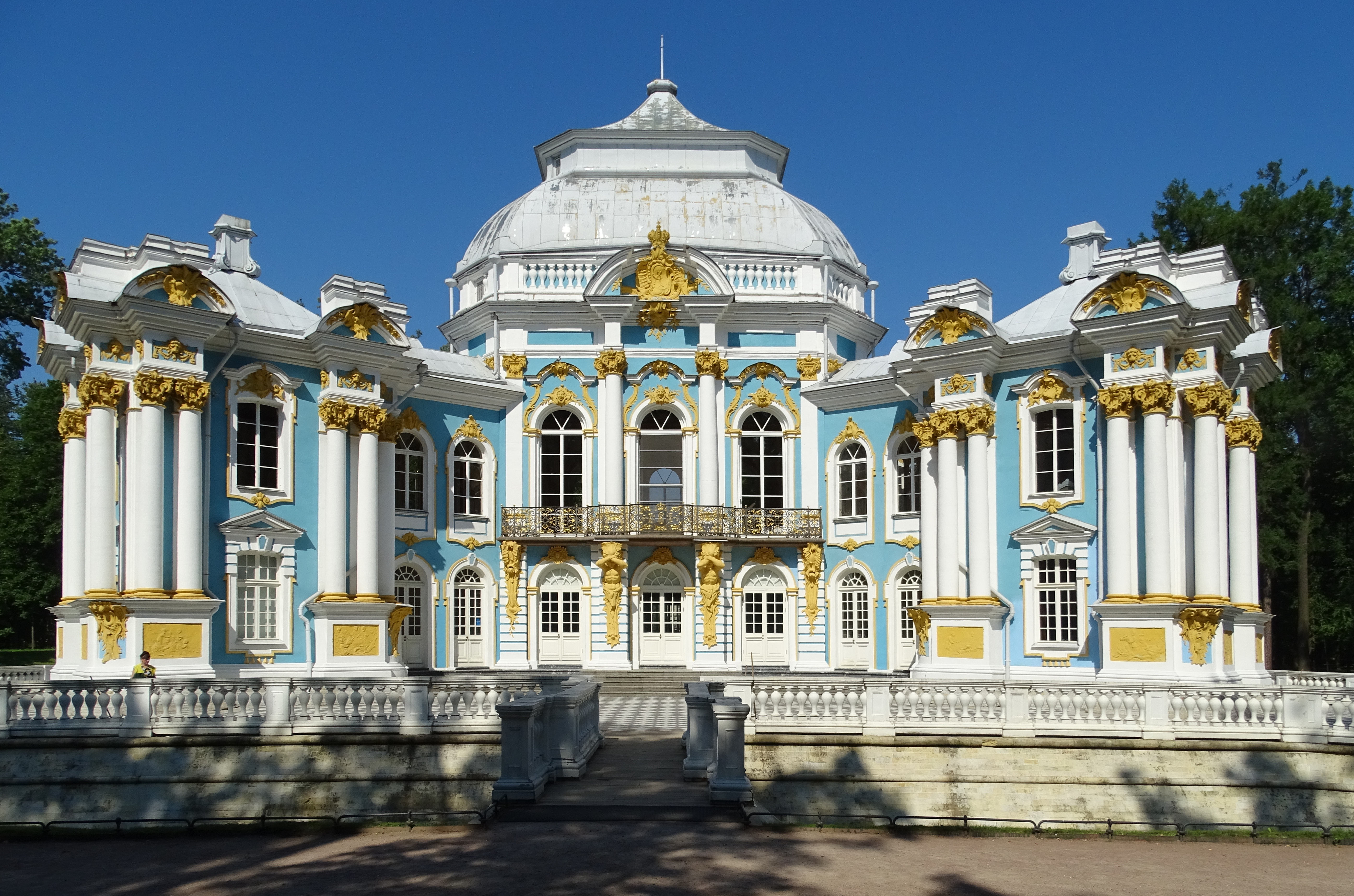
Pavilhão Hermitage, por Mikhail Zemtsov, no Parque de Catalina, 1720, Tsárskoye Seló

A arquitetura rococó, predominante durante o reinado de Luís XV na França, de 1715 a 1774, é um estilo arquitetónico excepcionalmente ornamental e exuberante, caracterizado pelo uso de motivos rocaille, como conchedos, curvas, mascarões, arabescos, cavernas artificiais, banhos, fontes, formadas por estranhos agrupamentos de pedras, decoradas com ramificações bizarras de estalactites artificiais, petrificações esculpidas, puttis originárias da arte maravilhosa dos jardins italianos dos séculos XVII e XVIII. O estilo rococó abandonou a simetria dos estilos barrocos anteriores, nas fachadas, cornijas e frontões, e, em vez disso, criou um estilo flexível e visualmente envolvente que manteve um nível de regularidade clássica. Cores pastéis claras, incluindo tons de azul, verde e rosa, substituíram os elementos mais escuros característicos da arquitetura barroca, como calcário exposto e douramento extenso.
A reutilização de peças figurativas e de elementos arquitetónicos com funções marcadamente decorativas, próprias da produção do início do século XVIII em Itália e do final do século XVIII na Europa, está na base do chamado final do setecentos e do rococó. O estilo de arte barroco, mudança do foco da monarquia para a aristocracia, e uma onda de prestígio vinda da academia real da arte na França são as principais causas para o aparecimento do rococó. O hedonismo, veio no século XVII substituir os valores "sérios e espirituais" do barroco.
Na arquitetura, o Rococó não representou verdadeiramente um afastamento significativo das normas do Barroco. A mudança era evidente na decoração e na difusão de motivos entrelaçados em formas de C e S que, em termos visuais e comparados com a plasticidade túrgida do Barroco (quer no estilo clássico de Bernini, quer no gótico de Borromini), minavam e eclipsavam a estrutura das superfícies que supostamente decoravam. A fachada da igreja romana de Santa Maria Maddalena - projectada por Francesco Suardi - um bom exemplo deste fenómeno.
As paredes, tetos e molduras eram decorados com delicados entrelaçamentos de curvas e contracurvas, com sinuosidade das formas, conchas, com formas naturalistas ou estilizadas, em partes soltas e design assimétrico ou em tal profusão que raiavam o horror vacui. Os tons pastel claros, o branco marfim e o dourado eram as cores predominantes, e os decoradores rococó usavam frequentemente espelhos para aumentar a sensação de espaço aberto,
A iconografia da arquitetura rococó, predominantemente associada à Europa do século XVIII, teve uma influência considerável em vários estilos arquitetónicos globalmente ao longo dos séculos subsequentes.
Esses estilos incluem o colonial holandês, o colonial francês, o neoclássico, o renascimento grego, a Belle Époque, o Segundo Império, o vitoriano, a art déco e a art nouveau.
Alguns dos maiores e mais conhecidos exemplos da arquitetura rococó incluem palácios reais e outras grandes residências, como o palácio de Nymphenburg (particularmente o Amalienburg, cujo edifício, com a sua decoração, é uma verdadeira obra-prima no auge do rococó europeu) e o palácio Sanssouci (cujas "composições" em estilo rococó levaram ao termo "Rococó Fredericiano").  Na Rússia, exemplos notáveis incluem o Palácio de Alexandre, o Palácio de Catarina e o Palácio de Inverno. Muitos foram preservados e servem como museus históricos. Enquanto a arquitetura barroca era pesada e séria, o rococó pretendia ser mais leve e edificante.

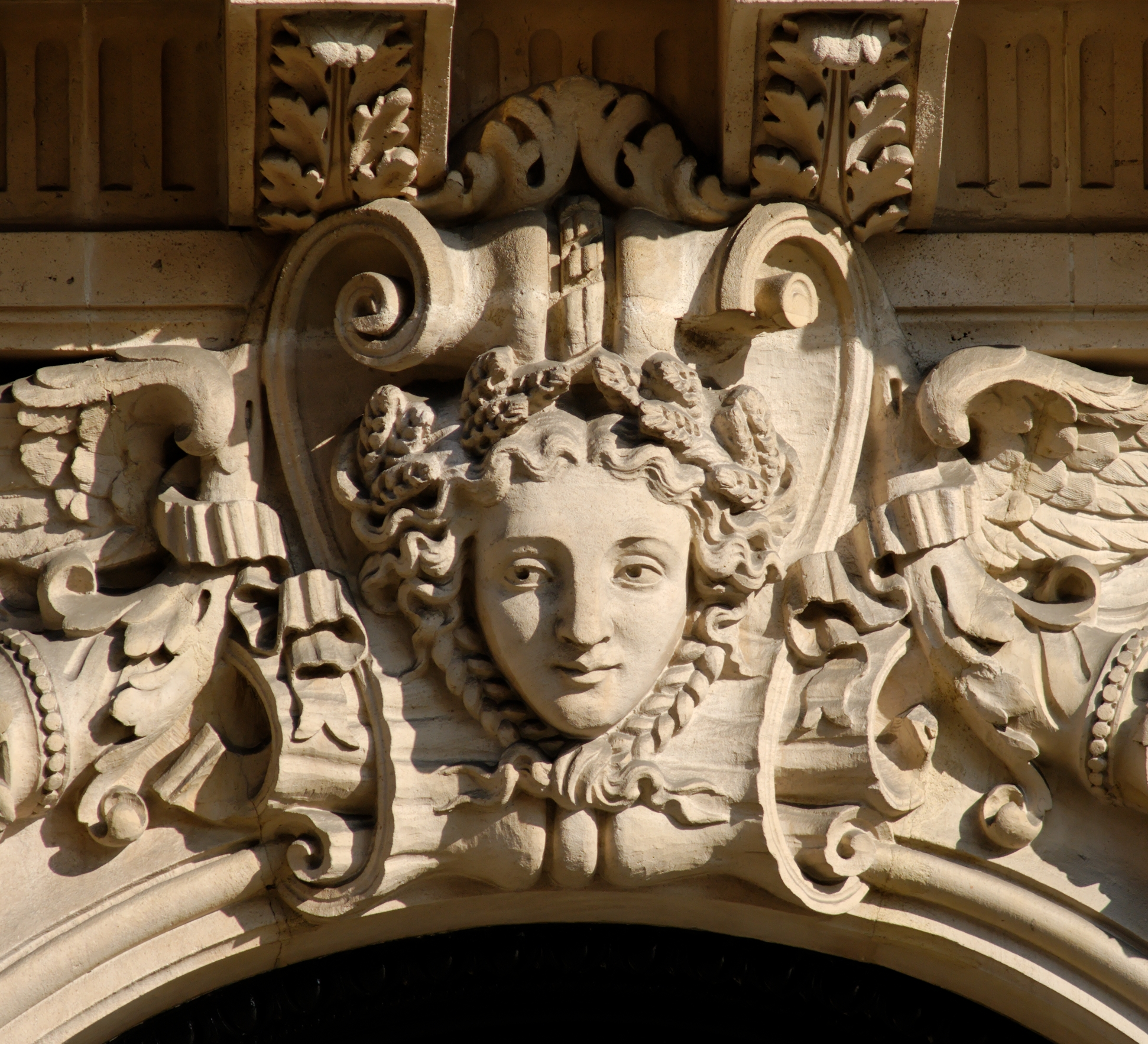
Mascarão da Avenue de l'Opéra no. 8, Paris, França

| “                                                                                      | Onde o barroco era pesado, maciço e opressor, o rococó é delicado, leve e encantador | ” |
| — Arts and Ideas, 3ª edição por William Fleming, Holt, Rinehart e Winston, pp. 409-410 |                                                                                      |   |

## Contexto
A era georgiana ou estilo Rococó foi uma era de rápidas mudanças no início da Revolução Industrial, grande desigualdade social, mas também auges artísticos numa cultura florescente no patrocínio das artes. A era Rococó desenvolveu-se durante um período de mudanças culturais e intelectuais conhecido por Iluminismo. Este período enfatizou a razão, a ciência e os direitos individuais, influenciando os movimentos artísticos. Assistimos, pois, à paulatina desestreturação do Barroco. A arquitetura rococó refletiu estes ideais, adotando um distanciamento das estruturas rígidas e formais do Barroco em favor de designs mais expressivos e imaginativos.
A França dominava a cultura da corte em toda a Europa e América do Norte com as suas indústrias de consumo de luxo. Porcelana, móveis e têxteis daquele país eram comprados ou copiados no restante da Europa e nas colônias. Luís XIV, o Rei Sol, fomentou a criação dessas indústrias para fortalecer a então frágil economia francesa, fazer a nobreza gastar a suas grandes fortunas e garantir à França um lugar duradouro na moda pelos séculos seguintes. O estilo mais austero e rigoroso do Tardo Barroco (1680-1750) deu lugar a designs mais decorativos e refinados em todas as artes — arquitetura, pintura, escultura e artes decorativas, como móveis ou vestuário. É na França a época da influência de Madame de Pompadour, da adolescência e do reinado de Maria Antonieta. Na Inglaterra, a era georgiana abrange os anos de 1714 a 1837, nomeada em homenagem aos reinados de Jorge I, II, III e IV.
No século XVIII, viajar tornou-se um novo tipo de entretenimento para os ricos e poderosos. A Europa não lhes era surpreendente, mas as terras desconhecidas da Índia, da China e do Japão pareciam lugares fantásticos, cheios de mistérios e maravilhas. A arte rococó era simultaneamente obcecada pela natureza e por terras distantes e indiferente a estas, preferia a imaginação à realidade. Entretanto, o que parecia um movimento glorioso e encantador ocultava, a princípio, uma desigualdade trágica e uma profunda crise cultural e política. Muitos consideraram a ruidosa e intensa insolência do Rococó ofensiva, senão mesmo catastrófica. O erotismo grosseiro, o consumo performativo e a ignorância deliberada da realidade objetiva tornam-se a sua decadência. Movimento profundamente escapista, o rococó não conseguiu sobreviver ao violento colapso que se verificou sob a forma da Revolução Francesa.

## Descrição

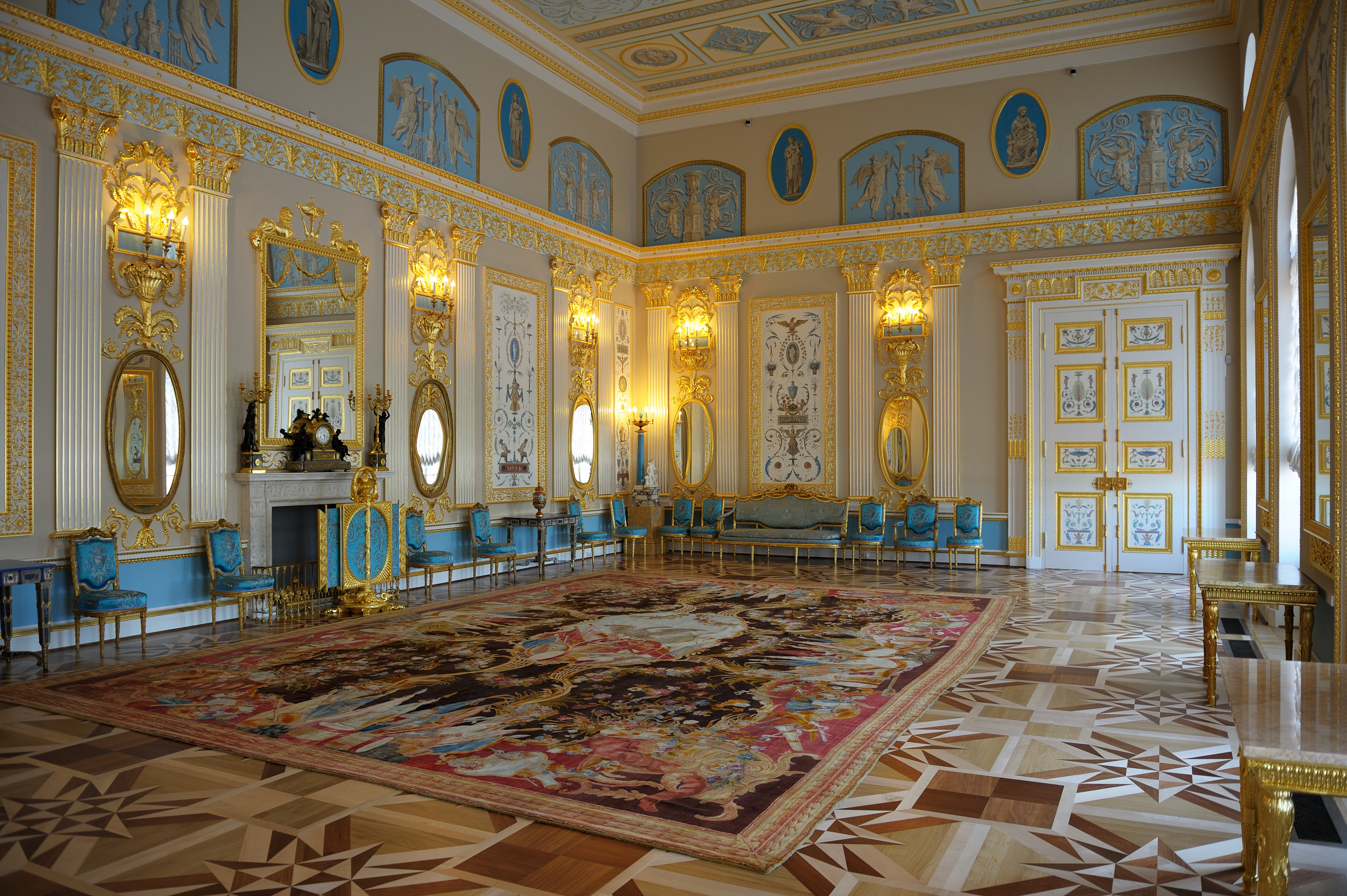
Interior do Palácio de Catarina

A posição do rococó na historiografia da arte e arquitetura não é um consenso: pode ser entendido como uma variação do barroco ou como um movimento e estilo em si mesmo, surgido em resposta ao anterior. Como o barroco, o rococó tampouco é universal. Os motivos gerais podem até ser categorizados, mas a região onde está inserido, o contexto social particular a essa região e o ano da construção modificam substancialmente a aplicação dos motivos. Tudo isso torna o consenso mais difícil, e os exemplos mais ricos – o que, no fundo, é uma qualidade do movimento.
| “                                               | Se as classificações por datas e funções oferecem poucos problemas, as por estilo, ao contrário, têm o inconveniente grave dos significados variados que podem ser conferidos aos termos estilísticos por historiadores diversos, em diferentes épocas e países. […] Deve-se aceitar preliminarmente que, embora úteis e até mesmo essenciais, os termos estilísticos são até certo ponto subjetivos, carecendo de maior precisão. Discussões como a da classificação de um edifício como pertencendo ao estilo da contra-reforma, do barroco inicial ou do maneirismo refletem apenas compreensões diferentes do significado dos termos. | ” |
| — Obra de Bury, John, DE OLIVEIRA, 2006, p. 207 | |   |

Com a devida ponderação em mente, pode-se elencar as características principais do rococó, e traçar o contexto que permitiu as sua manifestação. O seu surgimento ocorreu em meados do século XVIII na França. O nome é uma derivação da palavra rocaille, um tipo de ornamentação com conchas e rochas, traduzido livremente como rocalha, uma conta de vidro utilizada em colares e rosários. De certa maneira, seria o ornamento em prol da beleza pura e simplesmente. Fundindo o requintado carácter rocaille com a monumentalidade barroca, este estilo procurava integrar na arquitetura elementos escultóricos e pictóricos, numa síntese que se designou por Gesamtkunstwerk (obra de arte total).

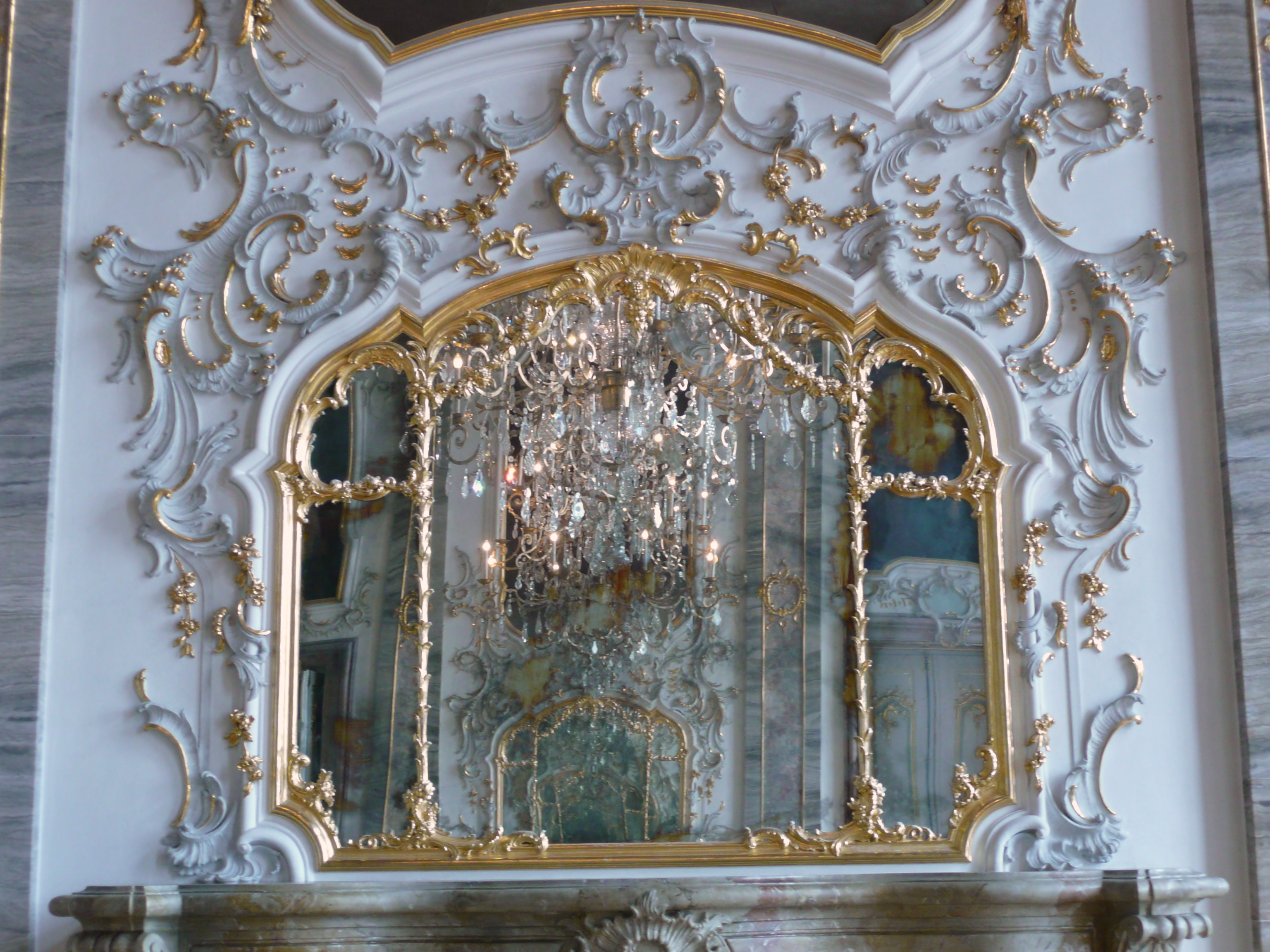
Estuque e espelho rococó no Palácio de Ludwigsburg

Tal como o barroco, o termo rococó começou originalmente por ser um termo de escárnio, implicando obras decorativas em pedras e conchas, como as que se encontram em grottoes e jardins. O Rococó, tal como o Barroco, era tão-pouco um estilo intelectual e lógico, evoluído a partir de uma utilização racional dos elementos arquitetónicos, mas um estilo puramente visual, concebido para criar uma resposta emocional.
Na arquitetura barroca a ênfase está nos efeitos interiores, as fachadas eram relegadas para um papel quase utilitário, embora mantivessem um pouco da leveza e delicadeza tão valorizadas nos interiores. Enquanto as linhas e as formas eram claramente articuladas no barroco, a divisão em partes distintas e separadas foi abandonada no rococó, e as formas podiam agora fluir livremente umas nas outras. Um exemplo pode ser observado na transição das molduras curvas côncavo-convexas do barroco, claramente compostas por arcos de círculos, para as molduras curvas onduladas contínuas do rococó. As principais características da expressão rococó são a leveza, a alegria, a ludicidade e a inteligência - a ênfase está em encantar quem olha. Está implícito um espírito de liberdade, em contraste com a majestade e grandeza do barroco anterior. Utilização abundante dos dourados, como por exemplo, patente nas molduras de portas, de quadros, nos sofitos das arquitraves, nas platibandas das coroas e jambas, motivos graciosos e serpentiados, nas quais abundam as formas ovais e parabólicas, preocupação com a luminosidade dos espaços, traduzida na multiplicidade de portas-janela, de espelhos e de lustres.
O rococó nasceu quando a nobreza se afastou de Versalles e regressa a Paris com a restante sociedade após a morte de Luís XIV, em 1715.
As novas casas da cidade foram construídas num estilo livre e gracioso, sem as colunas e molduras pesadas do antigo palácio. Curvas elaboradas, volutas e detalhes intrincados definem as fachadas, os interiores e até o mobiliário das estruturas rococó. Em forte contraste com as estruturas pesadas e imponentes do período Barroco, a arquitetura rococó emana uma sensação de leveza e graciosidade. Os edifícios parecem desafiar a gravidade com os seus designs caprichosos, criando uma ilusão de movimento e fluidez. Os conjuntos de quartos abriam-se agora livremente uns para os outros, e as janelas francesas davam fácil acesso aos jardins circundantes. Janelas e portas altas permitiam que a luz penetrasse em todo o lado, pelo que apenas eram necessárias molduras mais rasas para decorar as superfícies; o efeito de continuidade do espaço e do brilho da iluminação era reforçado por reflexos que eliminavam os ângulos agudos, e o delicado trabalho em estuque dourado traçava linhas nas paredes em tons pastel para unir todos os elementos num padrão geral. Enquanto as formas e a iluminação barrocas eram variáveis dramáticas, as formas e a iluminação rococó eram unificadas e contidas.
O período após 1730 assistiu à introdução da decoração assimétrica no rococó. Este, mais uma vez, parece ter começado em Paris e foi retomado e popularizado pelos esquemas decorativos dos pintores François Boucher (1703-70) e Jean-Honoré Fragonard dominaram a cena, ocupando os cargos de artistas da Corte Real.
Preocupados em proporcionar uma sequência impressionante de espaços num palácio, os arquitetos barrocos introduziram o conceito da grande escadaria; as novas casas da cidade foram construídas num estilo livre e gracioso, sem as colunas e molduras pesadas do antigo palácio. Os conjuntos de quartos abriam-se agora livremente uns para os outros, e as janelas francesas davam fácil acesso aos jardins circundantes. Janelas e portas altas permitiam que a luz penetrasse em todo o lado, pelo que apenas as molduras mais rasas eram necessárias para decorar as superfícies; o efeito de continuidade do espaço e do brilho da iluminação foi reforçado por reflexos que eliminaram os ângulos agudos, e o delicado trabalho em estuque dourado traçou linhas nas paredes em tons pastel para unir todos os elementos num padrão geral. Enquanto as formas e a iluminação barrocas eram variáveis dramáticas, as formas e a iluminação rococó eram unificadas e contidas. O período depois de 1730 viu a introdução de uma decoração assimetrica no rococó. A linguagem adoptada é cada vez mais arquitectónica e surgem mais elementos escultóricos, como conchas, plumas, grinaldas, flores, querubins, atlantes, volutas entrelaçadas, palmas, frisos verticais de folhas e botões de plantas, festões de flores, fragmentos de arcos. Distingue-se a suavidade atribuída aos pormenores, a alegria na decoração carregada, na teatralidade, na refinada artificialidade dos detalhes, mas sem a dramaticidade pesada nem a religiosidade do barroco. Tenta-se, pelo exagero, se comemorar a alegria de viver, um espírito que se reflete inclusive nas obras sacras, em que o amor de Deus pelo homem assume agora a forma de uma infinidade de anjinhos rechonchudos (putti). Tudo é mais leve, como a despreocupada vida nas grandes cortes. Percebida na distribuição dos ambientes interiores, destinados a valorizar um modo de vida individual e caprichoso, a arquitetura rococó fica marcada pela sensibilidade, onde os elementos ornamentais marcam o requinte das linhas, como em janelas ovais e frisos dourados, servindo para quebrar a rigidez das paredes.
Os palácios parecem menores, os edifícios principais às vezes são separados dos edifícios de serviço, por exemplo, no Palácio de Benrath, perto de Düsseldorf. No design de interiores, os elementos estruturantes como as ordens clássicas, pilastras, entablamentos e frisos, são agora dispensados; em vez disso, os limites das partes individuais da sala (paredes, teto, etc.) são preenchidos com a ajuda de ornamentos decorativos. Além dos quartos oficiais e pomposos, agora também há quartos privados cada vez menores e mais íntimos, com detalhes elegantes e lúdicos, e superfícies ricamente marchetadas. O mobiliário enquadra-se numa evidente necessidade de conceder conforto e utilidade que satisfassam o desejo de luxo lúdico, levando à produção de novos móveis, como o chaise longue, as penteadeiras, mesas de jogo e escrivaninhas etc. Houve uma redescoberta da produção de porcelana de Meissen, o que também levou à fundação de outras manufaturas, como a da porcelana de Nymphenburg, a manufacture nationale de Sèvres, perto de Paris, ou em Capodimonte, Nápoles.
| “                          | [...] o estilo rococó poderia ser definido como um barroco chamejante e miniaturizado: ele flameja decorativamente a fogo lento, cintila, pueriliza e feminiza as imagens mitológicas da autoridade. É o próprio exemplo de uma arte em que o menor peso semântico, a rarefação dos valores significados combinam-se com a abundância elegante, engenhosa, fácil e sorridente das formas em que o alto barroco do século XVII quisera teatralmente inscrever a soberania. | ” |
| — Starobinski, 1994, p. 32 | |   |

As belas-artes recebiam perspetivas através do trompe l'oeil, que sugeria profundidade em telas bidimensionais ou produzia a aparência de movimento em obras de arte estáticas. As pinturas e obras de arte rococó apresentavam comummente flora e animais, bem como temas da vida selvagem. São frequentemente utilizados em desenhos rococó, pássaros, plantas e frutos. O rococó é conhecido pela sua estética floral, que apresenta arcos sinuosos, formas em espiral, curvas e ondas como alternativa às linhas rígidas do classicismo francês. Incorporou ornamentos assimétricos em todos os aspetos, incluindo incrustações de móveis feitas de marchetaria e molduras. As conchas ou folhas de acanto eram entrelaçadas com padrões assimétricos. Cada sala rococó procurava evocar a admiração do observador.
Pelo século XVIII, os conceitos de privacidade e domesticidade da Holanda do século anterior tinham-se disseminado ao longo do Norte da Europa, em como Alemanha, França e Inglaterra.
| “                                       | O Rococó, ao determinar uma dissolução total do espaço construtivo e ao concentrar o interesse sobre os objetos arquitetónicos, tornou possível a transformação rápida da morfologia e da tipologia das formas arquitetónicas. | ” |
| — Argan, 1973, p. 149, (texto adaptado) | |   |

O espaço doméstico encontrava-se desenvolvido tanto formalmente como emocionalmente. A intimidade foi reforçada pela mudança de atitude para com as crianças, resultando na concepção da casa como lugar para uma nova unidade social compacta — a família. A par com o conceito de família surgiu a procura por privacidade, bem como de vida familiar e de domesticidade. A casa estava a transformar-se no lar e no seguimento da descoberta de privacidade e domesticidade veio uma terceira descoberta — a ideia de conforto com origem na sociedade Francesa do século XVIII. Neste contexto, a decoração de cada divisão era feita num estilo desenvolvido exclusivamente para o interior. A criação deste novo estilo rococó revelou não só que o interior das casas estava a ser pensado separadamente do seu exterior, como também afirmou uma distinção entre a arquitectura e a decoração de interiores. Os princípios que governavam o desenho interior das casas durante este período foram concebidos por muitos arquitectos; entre eles o francês Jacques-François Blondel. De modo a organizar a vida familiar, Blondel defendia que a casa se deveria dividir em três partes — quartos cerimoniais, quartos de recepção formais e quartos de comodidade. A decoração dos espaços da casa devia variar consoante as estações do ano, revelando a complexidade e riqueza da ideia de conforto. O mobiliário, desenhado no estilo Rococó, devia complementar a função de cada divisão, indicando vários graus de formalidade e, consequentemente, diferentes tipos de comportamento. O século XVIII descobriu sem sombra de dúvida o conforto físico, embora a ideia de conveniência nunca tenha dominado o pensamento da época.

## Difusão da arquitetura rococó no século XVIII
| “                                               | O rococó deve-se distinguir da arquitetura do barroco-tardio que floresceu na Europa Central durante a primeira metade do século XVIII. Ele representa a expressão natural de uma tardia contrarreforma, e reflete muito bem a ambição de várias pequenas monarquias em imitar o palácio de Versalhes de Luís XIV. Mas o Barroco Alemão também assimilou da corrente iluminista e do Rococó e por isso chegou a uma síntese singular que fundiu monumentalidade e intimidade, retórica e encanto, abundância e claridade. | ” |
| — Norberg-Schulz, 1986, P. 13, (texto adaptado) | |   |

### Inglaterra
Enquanto França, Itália, Alemanha e muitos países europeus desenvolviam o estilo rocaille assimétrico em resposta ao barroco, Inglaterra focava-se no neopalladianismo.
O estilo rococó, atectónico e assimétrico, nunca foi tão amplamente adotado em Inglaterra como no continente, e os designers britânicos utilizavam-no sobretudo em ornamentos de superfície, e não em interiores completos. No entanto, desenvolveram um vocabulário abrangente e discernível que incluía ornamentos naturalistas, como imagens de plantas, pássaros, animais e humanos, salpicos de água, rocaille ou trabalhos em pedra, conchas, curvas fluidas em forma de S, cores vibrantes realçadas pelo branco e dourado, e uso abundante de espelhos. Era particularmente adequado ao design de objetos, e as suas formas leves e fantasiosas, juntamente com a sua associação com os costumes sofisticados da corte francesa, e a publicação de vários livros úteis de padrões rococó garantiram a ampla difusão do estilo em meados do século XVIII. "Um Novo Livro de Desenho de Ornamentos" (1740), "Seis Arandelas" (1744), "Seis Mesas" (1746) e "Um Novo Livro de Ornamentos" (1752), de Matthias Lock, e o livro "The Gentleman and Cabinet-Maker's Director" (1754), de Thomas Chippendale — um guia inestimável para o gosto refinado em Londres na década de 1750 — ilustrou e inspirou ainda mais o mobiliário rococó padrão e aqueles diversificados com elementos chinoiserie e góticos lúdicos. Estes livros foram amplamente distribuídos, garantindo assim a ampla aceitação dos elementos rococó nos interiores britânicos.
No seu auge, o rococó britânico possuía qualidades animadas, rítmicas e esculturais. Exemplos notáveis incluem: a fantástica ourivesaria de Paul de Lamerie (1688-1751); as sumptuosas sedas bordadas de Spitalfields da década de 1750; os interiores rococó de estilo francês de Isaac Ware na Chesterfield House (década de 1740); a lareira e a cornija de John Linnell concebidas para o camarim de Coventry na Corte de Croome (1758); e as peças de exposição em estilo rococó, fluidas e ricamente detalhadas, que Chippendale produziu para o Conde de Dumfries (1759-1766). Um interior rococó excepcional e abrangente é a Claydon House, Buckinghamshire (1757-1771), projetada por Luke Lightfoot, cujo caprichoso tecto, paredes e lareira em estuque criaram um efeito unificado raro no design britânico. Os elementos chinoiserie também eram frequentemente incorporados em livros de padrões e interiores rococó. O estilo tornou-se moda na Grã-Bretanha na década de 1750, refletindo não só o crescimentodo Império Britânico mas também a crescente exposição dos designers e consumidores britânicos a influências para além da Europa.
Os livros de padrões de Lock e Chippendale ilustraram como integrar ornamentos orientais no mobiliário, enquanto Designs of Chinese Buildings, Furniture, Dresses, Machines and Utensils (1757), de William Chambers, estimulou a incorporação de representações corretas de elementos chineses noutras áreas do design britânico, como a arquitetura. A aceleração do comércio com o Extremo Oriente também galvanizou o uso de peças orientais genuínas, como porcelana, laca, biombos, leques, sedas pintadas e papel de parede, e estes elementos foram combinados com ornamentos rococó e chinoiserie em interiores elegantes de meados do século XVIII. William Linnell (falecido em 1763) e Thomas Chippendale (1718-79) foram os principais expoentes do estilo chinoiserie.

### França
| “                     | E uma vez que as construções custeadas pelo estado começaram a rarear [França, após a morte de Luís XIV], os ‘projectos para residências particulares’ ganharam uma nova importância: os hôtels exigiam um estilo de decoração interior menos grandioso e pesado que o de Lebrun – um estilo íntimo e flexível, que desse maior oportunidade à fantasia individual liberta dos dogmas classicistas. Em resposta a esta necessidade os decoradores franceses criaram o Rococó (ou estilo Luís XV, como é freqüentemente chamado na França) [...] O rococó corresponde a um requinte em tom menor do Barroco curvilíneo e ‘elástico’ de Borromini e Guarini, e por isso combinava-se muito bem com a arquitectura do barroco final alemão e austríaco. | ” |
| — Jason, 1989, p. 556 | |   |

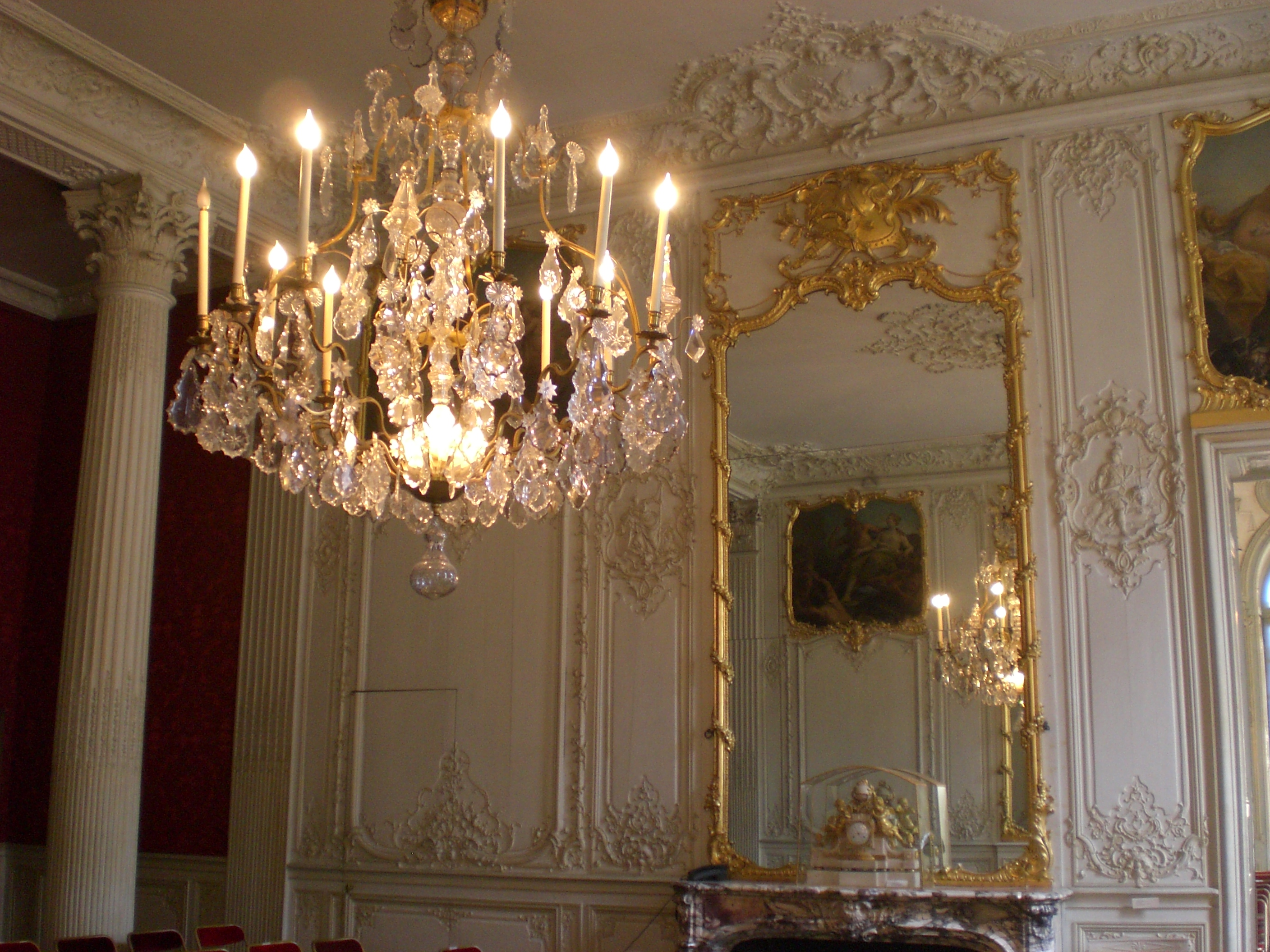
Apainelamento do Salão do Príncipe no Hotel de Soubise em Paris.

Em França, as grandes transformações estilísticas e formais da arquitetura manifestaram-se essencialmente ao nível dos edifícios civis. Abandonando a solenidade e monumentalidade barroca, a imponente plasticidade arquitetónica é superada no aspecto decorativo, caracterizado pela leveza composicional e luminosidade cromática; criaram-se novas tipologias residenciais aristocráticas, urbanas e rurais, que respondiam a necessidades de intimidade e de conforto que os grandes palácios não admitiam. A progressiva especialização funcional dos diferentes espaços determinaram a tendência para se pensar cada sala autonomamente, eliminando-se frequentemente as regras compositivas de sentido geral e dissociando-se o carácter dos espaços interiores da imagem exterior dos edifícios. As salas, ornamentadas por delicadas e densas molduras, painéis e medalhões que encerravam pinturas e espelhos, eram fracamente iluminadas por vãos cada vez mais elegantes: em Marly, os colaboradores de J.-H. Mansard (P. Lepautre, F.-A. Vassé etc.) traduziram os arabescos pintados no estilo de Bérain em relevos, silhuetas e molduras de painéis (painelamento). Esta tendência ornamental, que teve entre os seus criadores GM Oppenort durante os anos da Regência (1715-22), continuou até cerca de 1730 (estilo Regência). Também é de destacar a rocaille, dentro da qual se manifesta o 'género pitoresco', com motivos decorativos contrastantes e assimétricos. Na arquitetura, exteriores austeros contrastavam com interiores embelezados pelas intervenções de artistas como N. Pineau, J.-A. Meissonier, F. Boucher e F. de Cuvilliés: alguns hotéis particuliers típicos parisienses (Salão da Princesa no Hôtel de Soubise em Paris, projetado por Germain Boffrand e Charles-Joseph Natoire (1735–40).
).
No Hôtel de Rohan (1705-1708), o Cabinet des singes, decoração datada entre c. 1751 e 1753 para o Cardeal de Rohan, este salão é uma obra-prima do estilo rocaille. Projetado pelo pintor e ornamentalista Christophe Huet, o Cabinet des singes revela uma decoração oriental refinada e elegante, na tradição da chinoiserie do século XVII. Apresenta talha, rinceaux florais (ornamentação arquitetónica), pássaros, insetos e macacos. O salão foi inspirado num Extremo Oriente exótico e fantasioso e era originalmente um local para jogos e conversas noturnas.

### Europa central

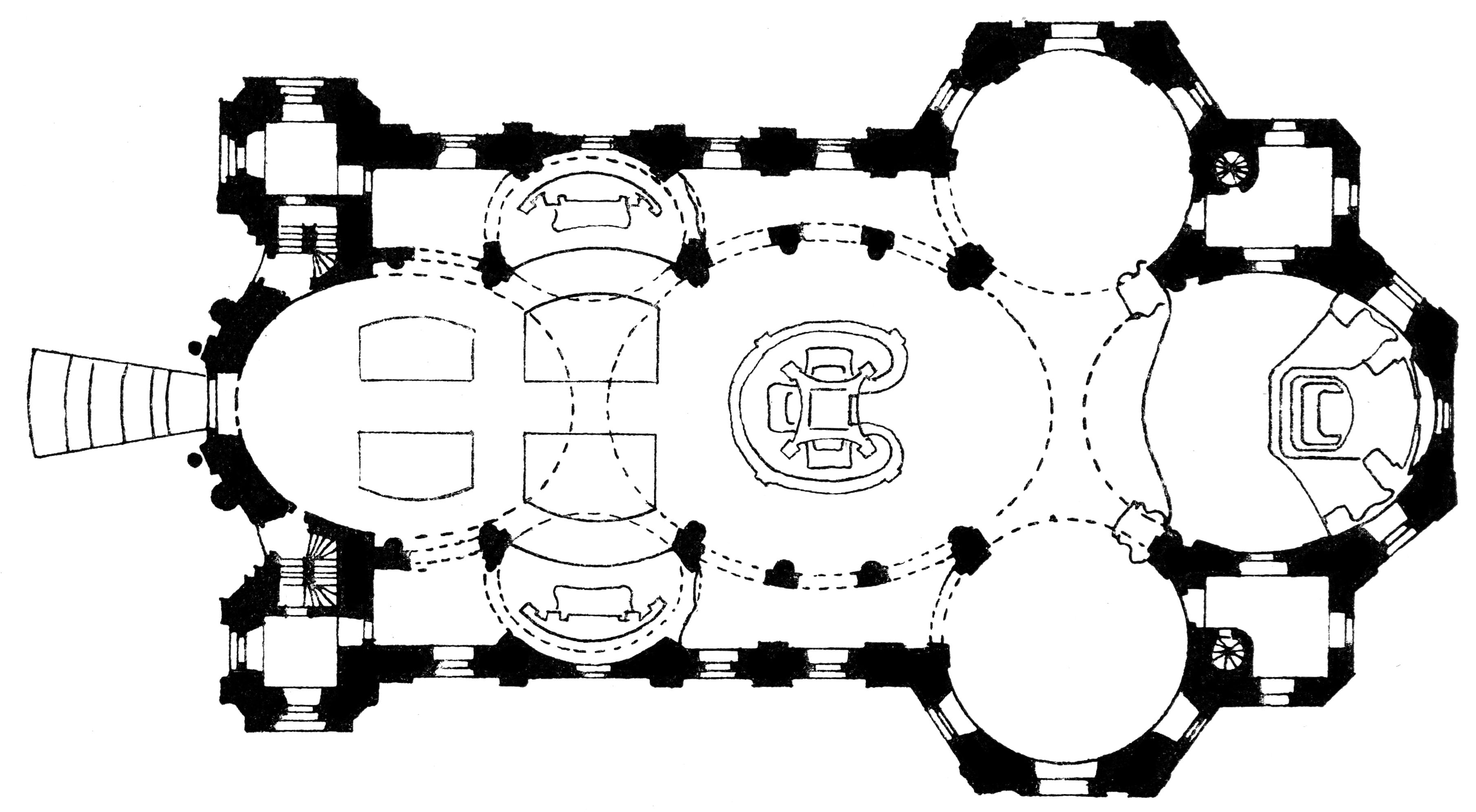
Planta da Basílica dos Catorze Santos Auxiliares

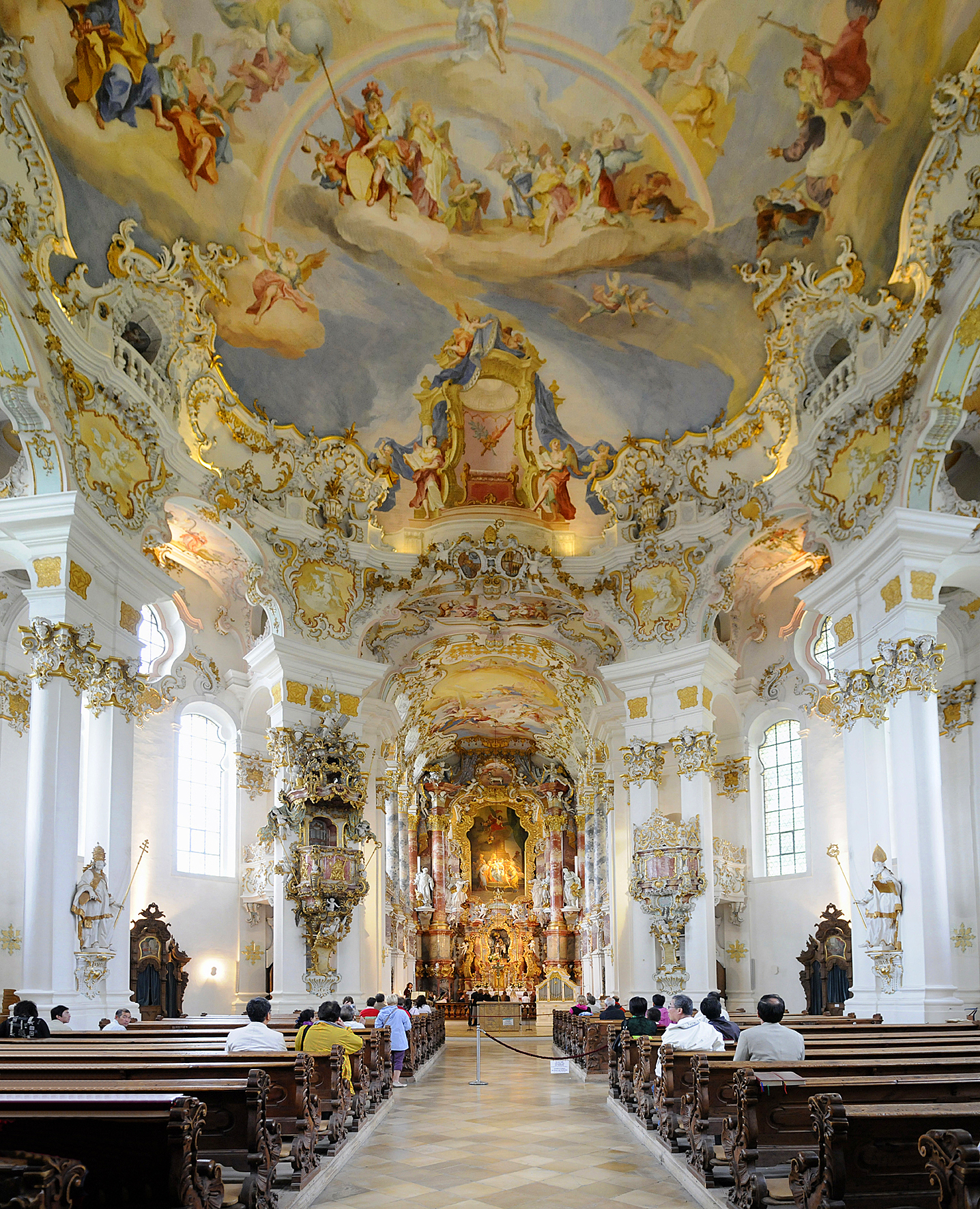
A parte alta e o fresco do sofito da igreja dos peregrinos — Igreja de Wies — na Alta Baviera, construída e decorada entre 1745 e 1754 pelos dois irmãos Zimmermann, alberga uma venerada imagem da Flagelação, à volta da qual se desenrola uma complicada miscelânea cenográfica, como o destino do homem, na redenção do Juízo Final. Vista da nave e do presbitério, ambientes invadidos por uma profusa decoração oriunda do estilo rococó – carga ornamental formada por trabalhos em estuque, douramentos, afrescos.

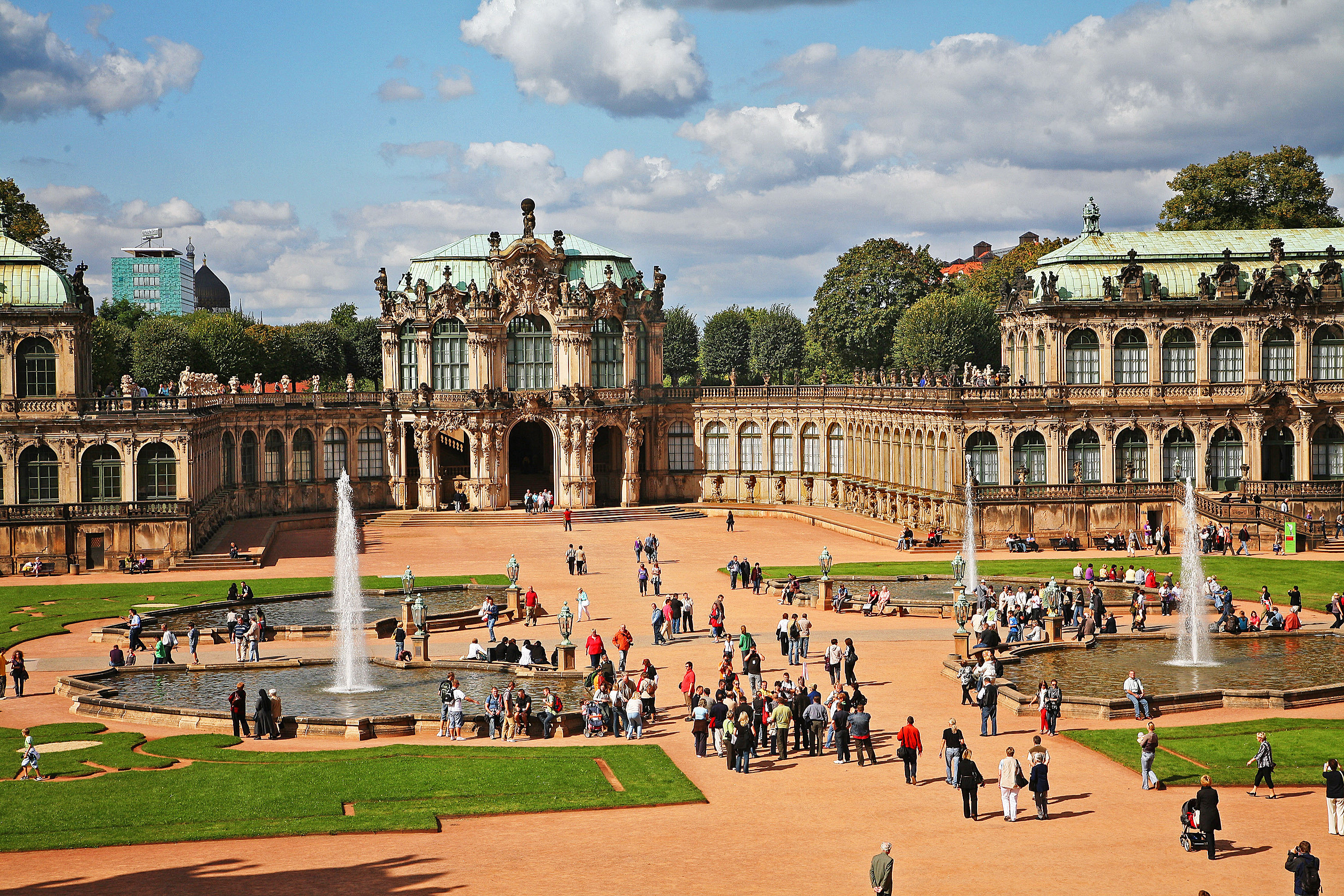
O estonteante complexo arquitetónico do Zwinger, em Dresden, construído para o príncipe Augusto, o Forte, estrutura que serviria para abrigar bailes de corte, além de grandes festivais. Foi construído entre 1710 e 1728 a partir do projeto do arquiteto alemão Matthäus Daniel Pöppelmann (1662-1736). Seria povoado por inúmeras estátuas feitas pelo escultor austríaco Balthasar Permoser (1651-1732). O Wallpavillon, inebriante estrutura arquitetônica composta pelas complexas integrações, interpenetrações e justaposições de elementos esculturais no movimentado organismo construtivo. É o pavilhão que serve como conclusão ao eixo longitudinal dominante do complexo do Zwinger.

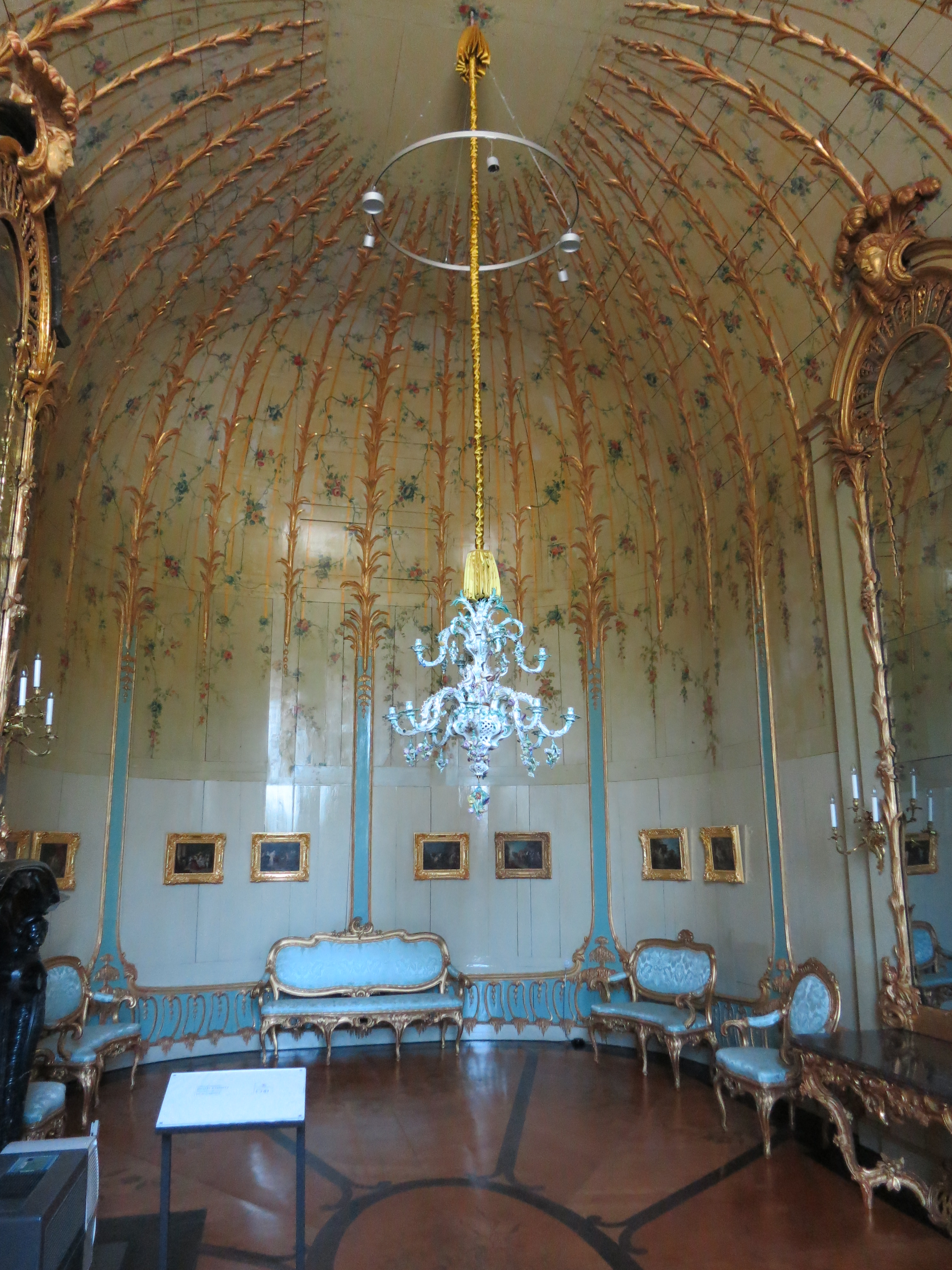
Gabinete com tecto oval no Novo Palácio de Potsdam (fase de transição tardia para o zopfstil). A requintada sala laqueada é um exemplo ornado do artesanato rococó.

De França, o estilo rococó espalhou-se entre ca. 1715-60 para as terras católicas de língua alemã, onde foi adaptado a um estilo polido de arquitetura religiosa que combinava a elegância francesa com a fantasia do sul da Alemanha, bem como com um persistente interesse barroco pelos efeitos espaciais e plásticos dramáticos. Alguns dos mais belos edifícios rococó fora de França podem ser observados em Munique — por exemplo, o requintado e delicado Amalienburg (1734–39), no parque de Nymphenburg, e o Residenztheater (1750–53; reconstruído após a Segunda Guerra Mundial), ambos por François de Cuvilliés. Entre as mais belas igrejas de peregrinação do estilo rococó alemão contam-se a Vierzehnheiligen (1743-1772), perto de Lichtenfels, na Baviera, projetada por Balthasar Neumann, e a Wieskirche (iniciada entre 1745 e 1754), perto de Munique, construída por Dominikus Zimmermann e decorada pelo seu irmão mais velho, Johann Baptist Zimmermann. Georg Wenzeslaus von Knobelsdorff e Johann Michael Fischer também criaram edifícios notáveis no estilo, que utilizavam uma profusão de estuque e outras decorações.
Na Alemanha, por volta de 1715, o estilo foi introduzido na arquitetura e difundiu-se principalmente na Baviera católica. A residência de Würzburgo, de B. Neumann, em estilo francês, é um exemplo; em outros edifícios manifestou-se em formas e excentricidades derivadas do gótico.
No século XVIII, a Alemanha não era um país politicamente unificado como o conhecemos hoje. Por sua vez, a região era um conjunto de territórios governados por diferentes famílias reais, muitas das quais eram ávidas mecenas da arquitetura, que transformaram os seus principados em grandes centros de produção artística. Os estudiosos consideram a arquitetura alemã do século XVIII, uma imitação superficial (ou mesmo exagerada) dos estilos rococó francês e barroco italiano. Os artistas em territórios de língua alemã transformaram os ornamentos rococó em formas escultóricas tridimensionais. Manipularam o espaço e mascararam a estrutura arquitetónica, sem nunca adotar um estilo único. Von Earlch e Prandtauer basearam-se no barroco italiano e rococó francês para edificar aquilo que alguns historiadores de arte consideram ser as melhores igrejas de toda a história.

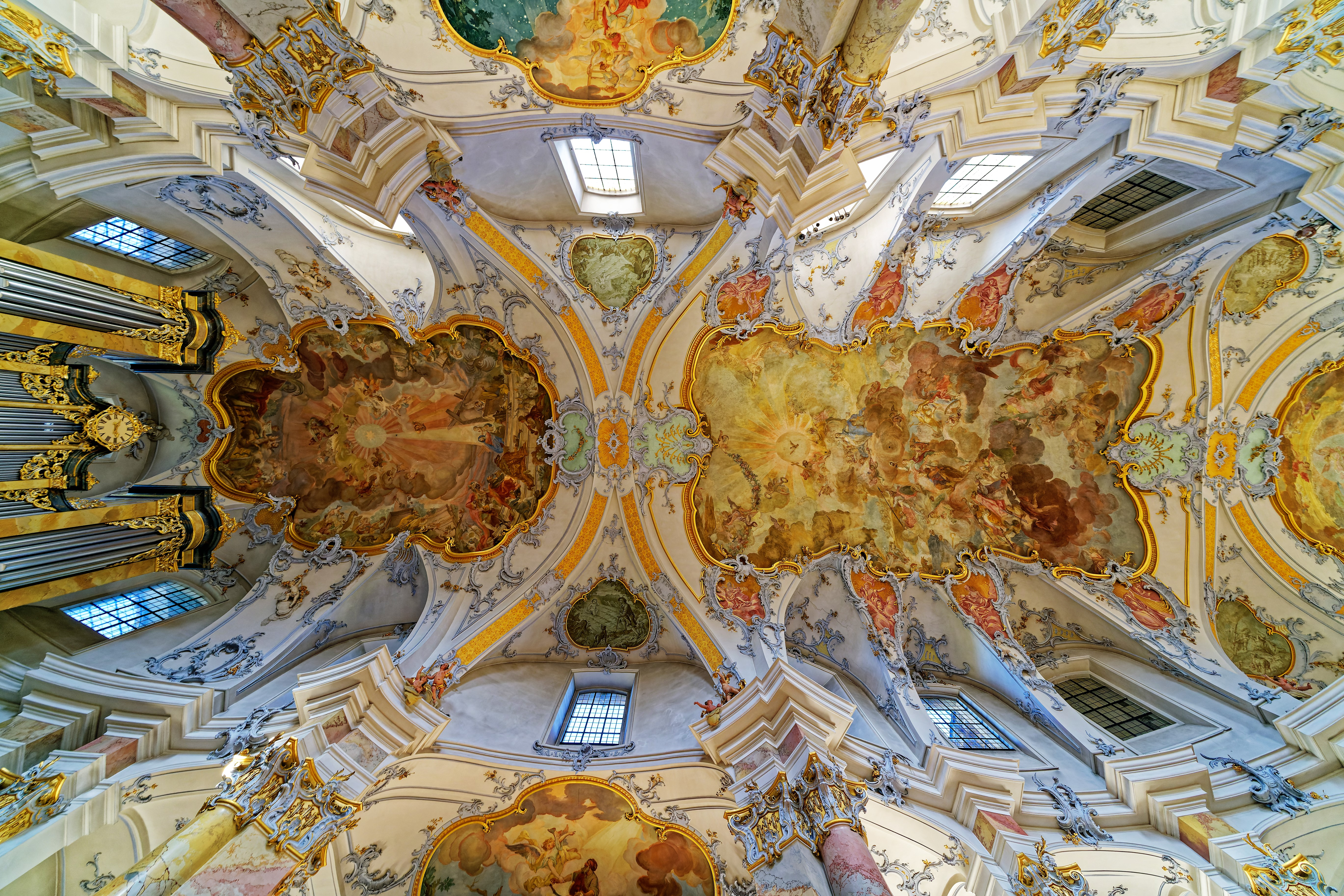
Basílica dos Catorze Santos Auxiliares, também conhecida como Vierzehnheiligen, por Balthasar Neumann, 1743-1772, Bad Staffelstein

A biblioteca do monastério de Metten, na Alemanha, de Franz Holzinger (1691-1775), as paredes, com cores claras e ténues, estão cobertas de riquíssima e exagerada decoração. Nelas sobressaem os falsos mármores (escariola) e os estuques, com motivos graciosos e serpentiados, e telas, as tapeçarias e os frescos ocupando tetos e sofitos.
O território predominantemente protestante da Prússia também não resistiu ao encanto do Rococó, principalmente sob a forma do palácio de Sanssouci, construído para o rei Frederico, o Grande. A atração mais proeminente de Sanssouci era a Casa Chinesa (influência do pagode chinês), um pequeno pavilhão de estilo pseudo-chinês utilizado para festas. Da base ao teto, o pavilhão estava decorado com esculturas douradas de músicos, dançarinos, animais exóticos e palmeiras chineses.
Na Basílica de Vierzehnheiligen, na Alta Francónia Balthasar Neumann construiu uma basílica com a tradicional estrutura de cruz latina, no entanto, uma vez lá dentro, as paredes parecem ondular e quase desaparecer. O projecto arquitetónico de Neumann é um arranjo complexo de cinco "ovais", tetos abobadados e grandes janelas. O altar-mor foi movido para o centro da igreja como uma solução mista de construção longitudinal e central. Neumann utilizou uma sequência de três ovais longitudinais na nave, com o oval maior centralizado acima do santuário dos Quatorze Santos Auxiliares. Dois ovais abobadados, de cada lado da nave, formam um transepto (um salão que atravessa a nave em ângulo reto — no plano acima, o espaço com cúpulas indicado em amarelo). Dois ovais menores definem os corredores laterais, que transmitem um efeito ondulante na arcada.
A  Goldene Galerie (Galeria Dourada) no Palácio de Charlottenburg com decoração sumptuosa, inclui um longo salão adornado com ornamentos e espelhos dourados. Foi projetada para misturar os limites entre espaços internos e externos, incorporando paredes azul-esverdeadas, toques de rosa e um padrão de treliça dourada. Os salões do palácio são caracterizados pelas salas enfileiradas, diretamente comunicantes entre si.

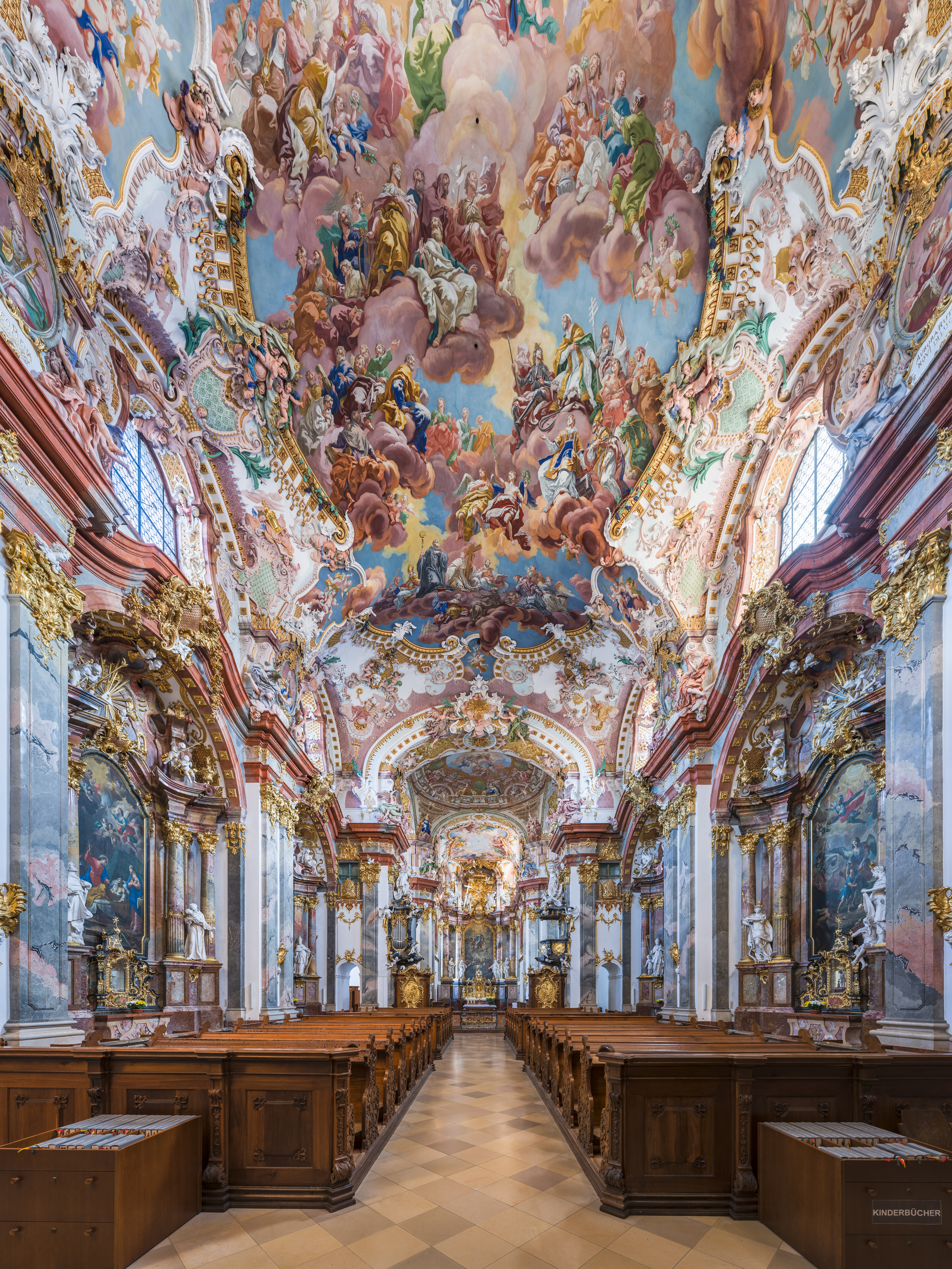
Interior da Igreja da Abadia de Wilhering, Alta Áustria

Ao contrário da Vierzehnheiligen de Neumann, os irmãos Cosmas Damian Asam e Egid Quirin Asam, utilizaram janelas com parcimónia na abadia de Weltenburg (1716 - 1739) para intensificar o teatro dos dramas sagrados que se desenrolavam no altar-mor e na cúpula oval. Há outras janelas ocultas que iluminam o teto abobadado e a igreja, que de outra forma seria escura. Os efeitos combinados de luz teatral, pinturas ilusionistas e esculturas gestuais expressivas confundem os limites entre o espaço terreno e o celestial. O estuque, a abordagem pictórica e o uso brilhante da cor dos irmãos Asam representam o estilo rococó alemão, mas o ilusionismo arquitetónico e espacial de Weltenburg provavelmente foi inspirado pelo seu conhecimento de artistas barrocos italianos como Andrea Pozzo e Giovanni Battista Gaulli. Da mesma forma, a sua capacidade de unificar perfeitamente arquitetura, pintura e escultura num espetáculo religioso coerente lembra a obra de Gian Lorenzo Bernini.

No Novo Palácio de Potsdam, a Galeria de Mármore fica ao lado da Sala da Gruta, contendo jaspe vermelho e mármore branco de Carrara. Grandes espelhos estão voltados para as janelas, enquanto a pintura do teto em três partes de Christian Bernhard Rode retrata a manhã, o meio-dia e a noite. No térreo, atrás do vestíbulo, encontra-se o Salão da Gruta, atribuído a Carl von Gontard, com paredes incrustadas de conchas, pedras, mármore, quartzo e pedras semipreciosas, que foram enriquecidas no século XIX.
Situado diretamente sobre o Salão da Gruta, encontra-se o Salão de Mármore, o maior dos salões de festivais, que era usado como salão de baile e como salão de banquetes. Com dois andares, o salão tem vista para os parterres orientais e para a vista axial que conduz a Sanssouci. O teto curvo e ricamente dourado eleva-se até a área do sótão, sob a grande cúpula de cobre. A Galeria de Mármore situada a sul, no andar térreo, é decorada com mármore branco e jaspe encarnado, é um dos mais importantes exemplos de decoração rococó no interior do palácio. Seis janelas estão dispostas em oposição a nichos espelhados, cuja luz reflecte por toda a sala.
Em Brühl, Renânia do Norte-Vestfália, Alemanha, os Castelos de Augustusburg e de Falkenlust (1725-1740)  cujo bloco principal do Palácio de Augustusburg é um edifício em forma de U com três andares principais e dois níveis de sótãos. As três alas são feitas de tijolo com reboco bruto. Duas orangerie contíguas ao edifício principal completam os lados norte e sul. A escadaria principal foi projetada por Johann Balthasar Neumann e feita de mármore ornamentado, jaspe e estuque. O jardim principal diretamente ao sul do Palácio de Augustusburg é um complexo parterre, com quatro fontes e uma piscina espelhada.
O alojamento Falkenlust foi construído no estilo de uma casa de campo, inspirando-se no alojamento de caça de Amalienburg, no parque do Palácio de Nymphenburg. O edifício principal tem dois andares, ladeado por dois edifícios térreos que abrigavam os falcões do príncipe-eleitor. No piso térreo, encontra-se um salão oval.
A Basílica de Birnau (1746 e 1749), com a sua posição única sobre o lago de Constança e o cais de Unteruhldingen, Mainau, foi construída entre 1746 e 1750 por Peter Thumb, um mestre construtor de Voralberg, é uma das construções rococó mais invulgares do sul da Alemanha. Em 1971, o Papa Paulo VI nomeou Birnau como Basílica Menor. Esta igreja, de nave única cercada por uma galeria, é uma obra-prima da decoração rococó, suntuosamente criada por Joseph Anton Feichtmayr. O afresco da abóbada, com Cenas da Vida de Maria , e os retábulos são obra do morávio Gottfried Bernhard Göz.
Em Ratisbona, a Basílica da Natividade de Nossa Senhora foi redesenhada em 1747 para se tornar a mais importante igreja rococó da Baviera, depois da Wieskirche, com a criação de abóbadas e uma decoração cenográfica de estuque, afrescos e douramento por Anton Landes, passando este a dominar o interior, sendo uma das obras-primas da Europa, no estilo ditado pela renomada Escola de Wessobrunn. Ainda na Baviera, destaque para o Palácio Seehof, cujo interior decorado e mobilado entre 1746 e 1753, foi influenciado por artistas rococó, como o pintor de afrescos Giuseppe Appiani, o marceneiro Ferdinand Hundt, o estucador Johann Jakob Vogel e o pintor Johann Joseph Scheubel, o Velho. A arte do jardim foi criada principalmente por Ferdinand Tietz. Na mesma linha, o Castelo de Bruchsal (1722) com uma suntuosa decoração interior em estilo rococó realizada principalmente pelo sucessor do príncipe-bispo Damian Hugo,  Franz Christoph von Hutten, cuja remodelação data de 1751 até 1754. As fachadas das duas alas do corps de logis são definidas por avancorpos, compostos por uma varanda no topo de uma porta, e são demarcadas por pilastras que também formam os cantos dos edifícios. A ornamentação de estuque interna, principalmente do estilo rococó, é de influência francesa.

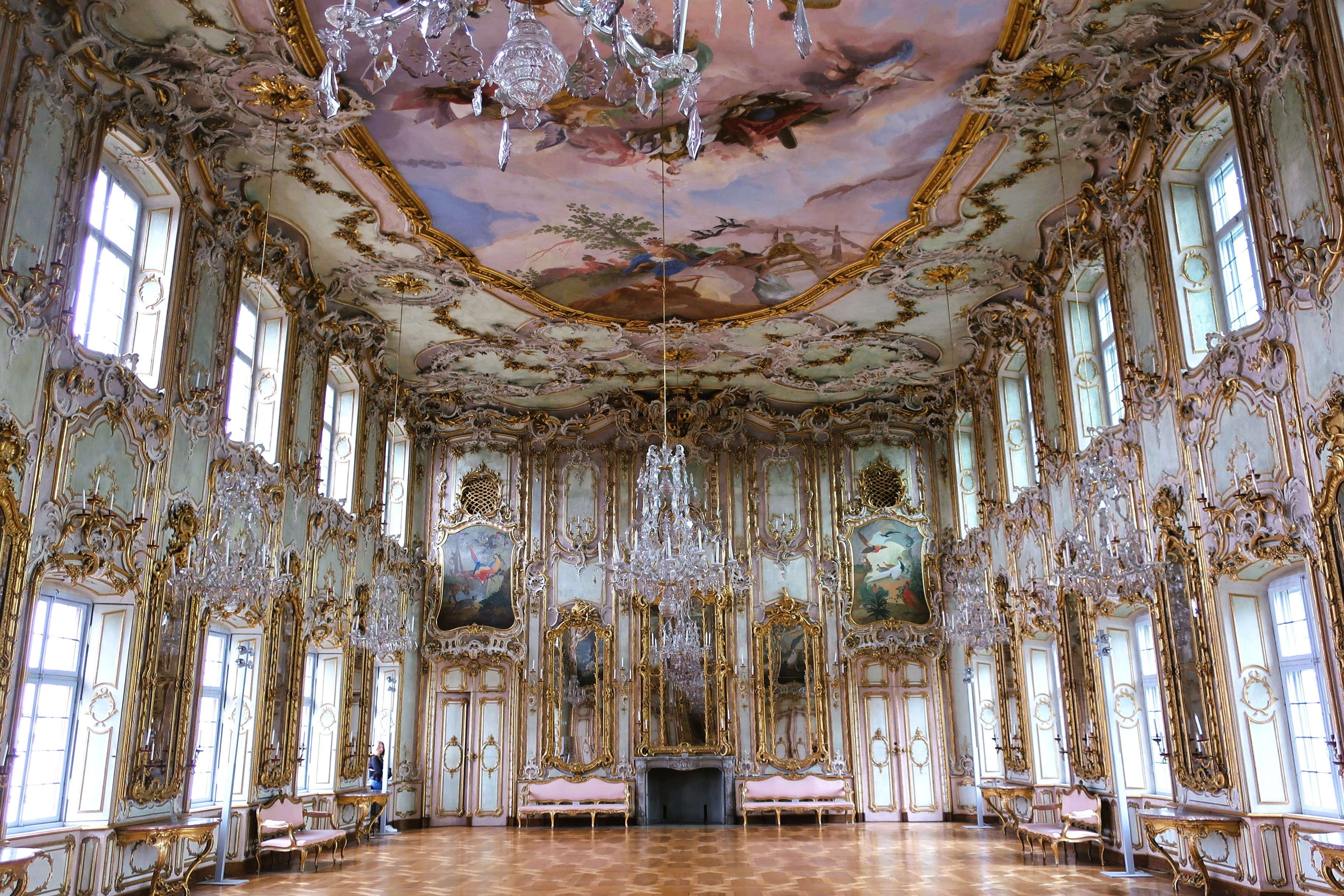
Salão de baile do Palácio Schaezler

Outro exemplo, é o Palácio Schaezler (1765), em estilo rococó foi construído de acordo com os projectos do arquiteto da corte de Munique, Karl Albert von Lespilliez. Os boiserie ricamente esculpidos no salão foram criados por Placidus Verhelst e o suntuoso trabalho em estuque, realizado no mesmo ano, é do mestre estucador Franz Xaver Feichtmayr. Os afrescos do teto com o tema do Comércio Mundial e Mercúrio foram criados em 1767 por Gregorio Guglielmi, que também decorou a escadaria do palácio.

Na Alta Áustria, destaque para a Abadia de Wilhering, que em meados do século XVIII,  foi completamente reconstruída no estilo rococó por Johann Haslinger de Linz, em que todos os elementos ornamentais estão individualmente em harmonia e parecem estar conectados de alguma forma: os altares, o púlpito, os dois órgãos, as cadeiras do coro, os putti e os afrescos com numerosos santos, com nuvens e céu azul. Os estuques foram acabados por Johann Michael Feuchtmayer e Johann Georg Ueblherr, dois membros da Escola Wessobrunner.
Na mesma linha o Palácio de Gödöllő, em Bratislava, o Palácio Grassalkovich, construído por András Mayerhoffer em 1760, o acesso é feito pela escadaria principal, localizada atrás do hall de entrada. A escadaria apresenta dois putti e quatro esculturas rococó, atribuídas a Johann Wilhelm Beyer. No primeiro andar, encontra-se o Grande Salão, com decoração em estuque nas paredes e espelhos altos entre as janelas. O Salão Azul, de formato oval, o escritório da primeira-dama, decorado com um lustre preservado do século XIX. O salão Verde, revestido de seda verde, com teto pintado de branco com elementos dourados, pinturas decorativas, cortinas verdes e piso de parquet com elementos geométricos. As paredes com decoração arredondada em estilo rococó, e apainelamento com motivos vegetais e florais, além de arabescos dourados sobre fundo branco, em estilo zopfstil.
De entre os inúmeros templos construídos nesta altura destacam-se a abadia de Ottobeuren de Johann Fisher, as igrejas do arquiteto Dientenhofer, em Praga, a pequena igreja de peregrinação In der Wies, na Alta Baviera, obra dos irmãos Zimmermann e a monumental igreja da abadia de Wierzehnheiligen na Baviera, de Balthasar Neumann.

### Itália

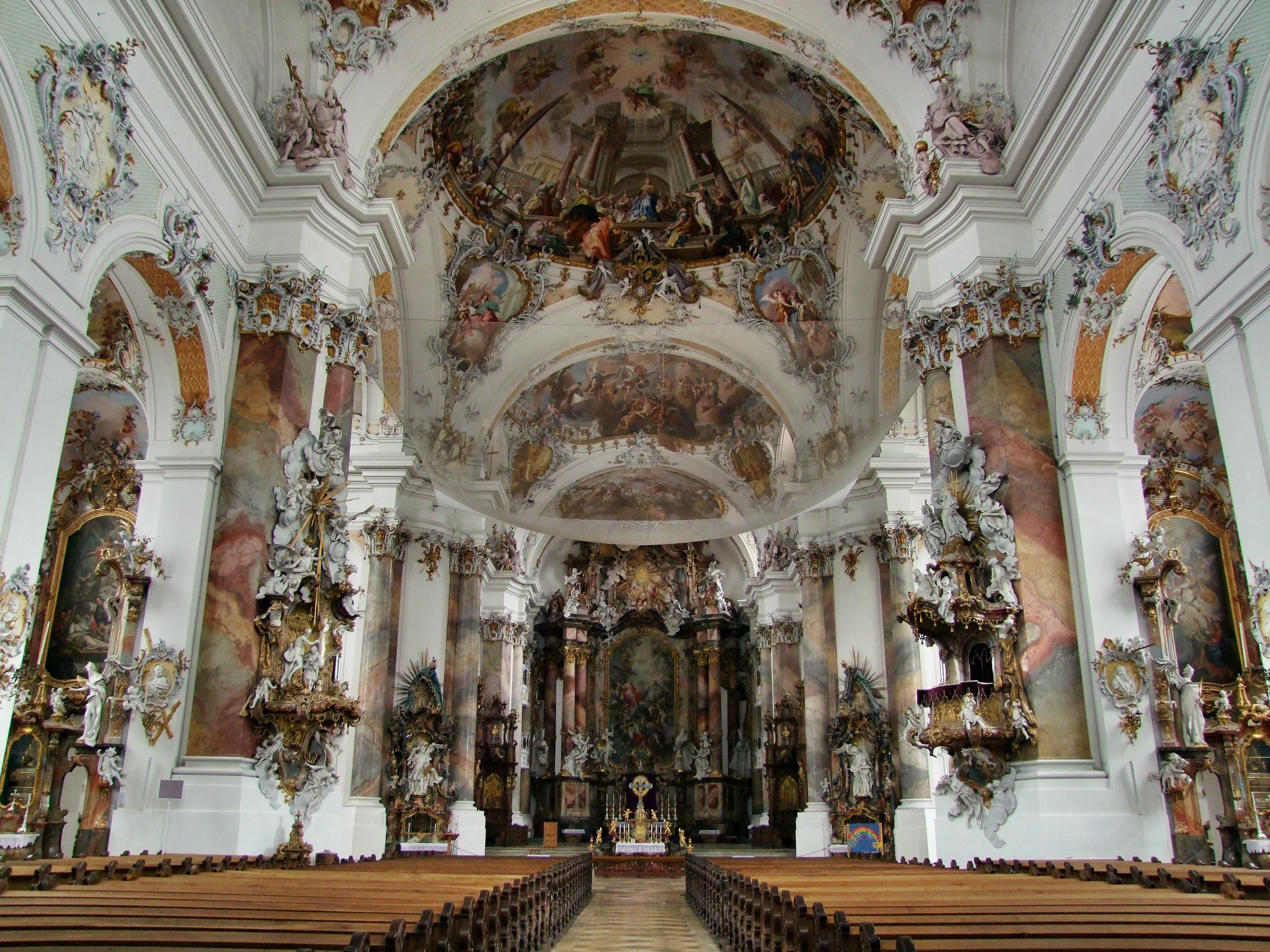
Abadia de Ottobeuren, entre 1711 e 1725

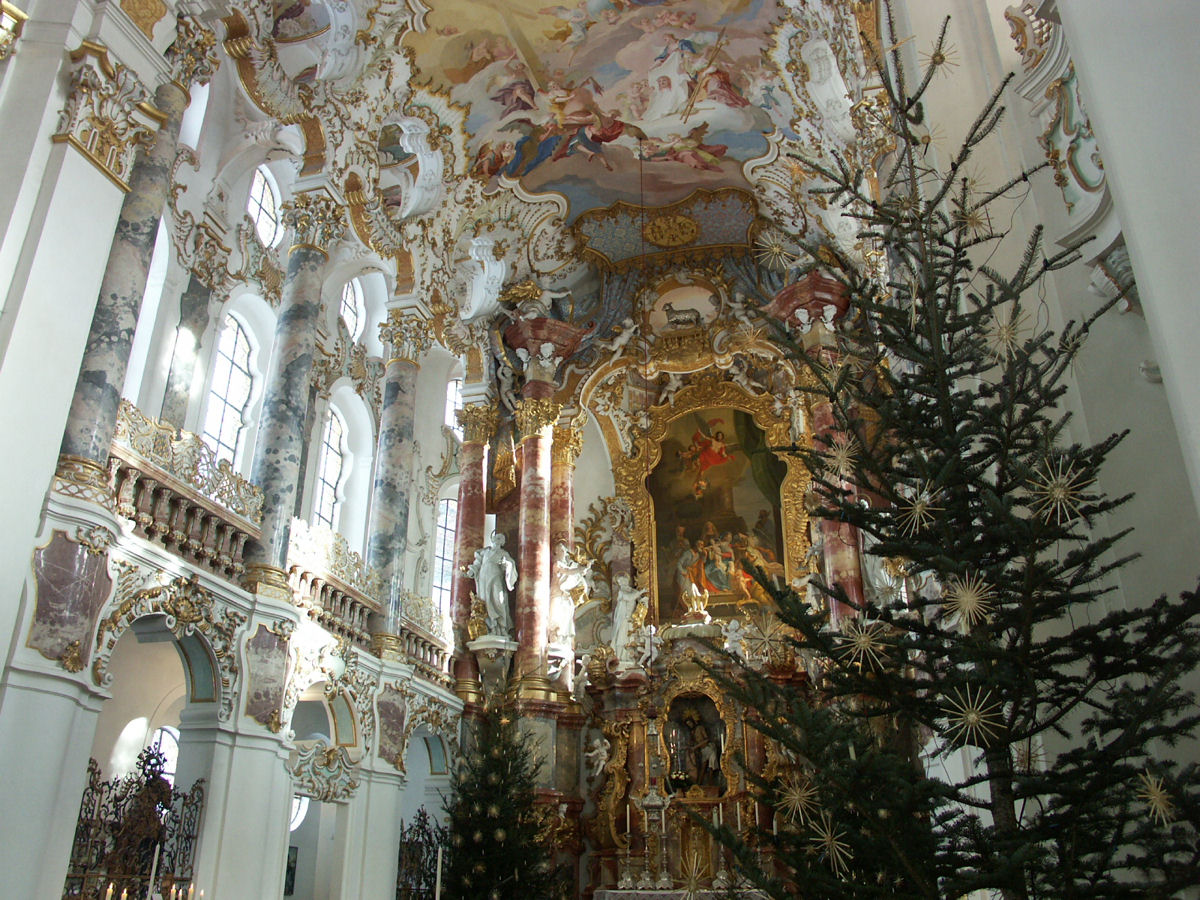
Igreja de Wies, entre 1745 e 1754

Em Itália, o estilo rococó concentrou-se principalmente em Veneza, onde foi personificado pelas pinturas decorativas de grande escala de Giovanni Battista Tiepolo. As paisagens urbanas de Francesco Guardi e Canaletto também foram influenciadas pelo Rococó. Entretanto, em França, o estilo já tinha começado a decair na década de 1750, quando foi atacado pelos críticos pela sua trivialidade e excessos ornamentais, e na década de 1760, o novo e mais austero movimento do Neoclassicismo começou a suplantar o Rococó em França. Na época, Veneza começou a perder o seu poder como centro comercial e restabeleceu-se como um lugar misterioso e mágico para os viajantes ricos. As máscaras, os bailes e as oportunidades de jogo atraíam os estrangeiros ricos, e com eles veio um novo estilo de arte.
Itália, tal com a Inglaterra contribuíram muito pouco para o desenvolvimento deste estilo, as regiões alemãs e austríacas envolventes dos alpes destacaram-se na criação de uma arquitetura rococó de carácter religioso. As igrejas, apresentando geralmente um exterior simples, reservavam para o interior toda a complexidade espacial e exuberância decorativas próprias deste estilo.
A Escadaria Espanhola foi também incorporada no estilo rococó italiano, sendo Santa Maria Della Quercia (1727) o principal exemplo. A Madonna del Carmine em Turim (1732), uma das estruturas finais de Juvarra, é o maior exemplo italiano de uma estrutura rococó inicial. É uma igreja comprida com três galerias e capelas de cada lado. Os pilares interiores são estreitos e elegantes, nada imponentes, e a estrutura do edifício é atenuada. Como resultado, a área da nave e dos corredores laterais é unificada da parede exterior à parede interior e do pavimento à abóbada. Na igreja da Madonna del Carmine em Turim, Juvarra construiu Stupinigi, perto de Turim, para Vittorio Amedeo II entre 1729 e 1733, tornando-a a mansão de caça mais habilmente construída do século XVIII em Itália. Não existe outro arranjo de espaços exteriores extensos e diversificados como este em Itália, e é muito semelhante às ideias francesas que eram populares na época. Os pilares finos e as grades fluidas da varanda na área abobadada do grande salão, que é moldada numa oval pelas paredes exteriores, acrescentam um toque final à obra.
Pela vastidão do sistema arquitetônico, pela qualidade e riqueza do aparato decorativo, bem como por ter chegado praticamente intacto ao limiar do século XXI, o Palácio Valguarnera-Gangi (1757 a 1792) não é apenas único no panorama siciliano, mas também um ponto alto do Rococó italiano. Acima de tudo, devemos lembrar as duas intervenções setecentistas, obra do gênio arquiteto trapanese Andrea Gigante: a escadaria monumental adornada com estátuas de mármore de Marabitti e a Galeria repleta de influência bibienesa, que situa a intervenção de Palermo nem um contexto cultural de alcance internacional, embora completamente original e requintadamente siciliano.

### Espanha
O incêndio do Real Alcáçar de Madrid em 1734 levou o então rei Filipe V a encomendar um novo palácio. Para a sua execução, chamaram o arquiteto Filippo Juvara, que propôs um projeto inspirado em motivos de Bernini e Versalhes. O trabalho foi realizado pelo seu discípulo. O longo processo de construção permitiu que a decoração recebesse claras influências do rococó francês. Exemplo disso é o salão de porcelana do palácio. Outras obras incluídas neste estilo foram realizadas em Aranjuez, El Pardo e em alguns edifícios de Madrid, como o convento das Salesas Reales.
Outro dos exemplos mais importantes da arquitetura rococó em Espanha é o Palácio do Marquês de Dos Aguas em Valência. Trata-se de um edifício que sofreu uma série de remodelações por volta de 1740, nas quais foi dado especial destaque à ornamentação. O projeto foi desenvolvido por Hipólito Rovira, o escultor Ignacio Vergara e Luis Domingo, sendo de salientar a cobertura realizada em alabastro das pedreiras de Niñerola, a abóbada da escadaria principal e o carro das Ninfas.
A capa apresenta, na parte superior, uma imagem da Virgem do Rosário, obra de Francisco Molinelli.
Dela descem dois cursos de água em referência aos proprietários da propriedade. De cada lado da porta, dois atlantes simbolizam dois rios, e são acompanhados por motivos florais e animais.
No estilo rococó espanhol, desenvolvido entre as classes altas da sociedade, são utilizados efeitos de iluminação para criar cenários e espaços teatrais. Fora do ambiente cortesão, o rococó espanhol é pobre e não pode ser comparado ao francês ou ao alemão, embora alguns elementos decorativos deste carácter, conhecidos através de gravuras, possam ser notados em arquitetos como Jaime Bort ou Narciso Tomé.

### Portugal

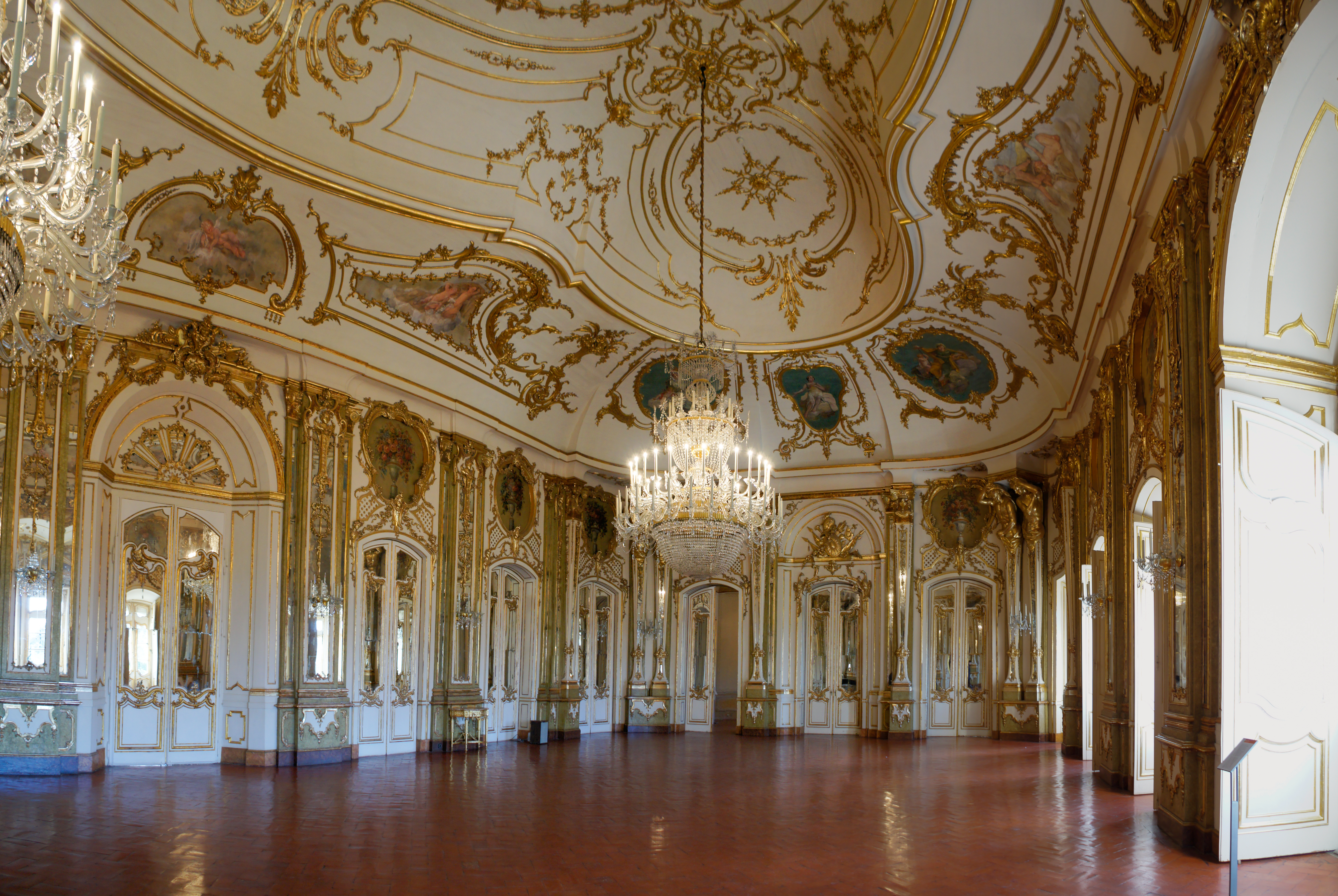
O salão de baile, Palácio Nacional de Queluz. As paredes e portas são espelhadas e o teto pintado e dourado e encaixotado é apoiado por cariátides dourados.

A partir de meados do século XVIII, a par de um rococó, que se exprime, na arquitectura nortenha (principalmente em Braga e na sua área de influência) mais no plano decorativo, como sucede no Porto, encontramos até finais de Setecentos (podendo mesmo ultrapassá-lo) uma corrente arquitectónica cujas "persistências" nos levam a classificá-la de tardobarroca, e que convive com as novas experiências do "tardoclassicismo"; o estilo pombalino (que no Porto designamos por almadino); o neopalladianismo; e o neoclassicismo, que se impõe, principalmente, no primeiro quartel do século XIX.
Insere-se pois num longo ciclo que oscilou entre duas opções estéticas diferentes. Por um lado, uma linguagem mais próxima do formulário erudito italiano, nomeadamente de origem romana, e
que recorria a materiais pétreos ou então à madeira em imitação de pedraria. Por outro, o uso de
soluções mais adaptadas à sensibilidade portuguesa e que preferiam a madeira entalhada e dourada. Se neste longo conflito estético sempre predominou em Portugal a tendência castiça, verificavel nas três fases do barroco, a partir da década de 1740 assiste-se à intensificação deste confronto, que culminará nos finais de setecentos com o declínio da secular tradição da arte da talha. No período entre c. 1746 e c. 1787 coexistem em Portugal duas opções estéticas, iniciadas simultaneamente, uma próxima do barroco romano setecentista (o tardobarroco) e outra de origem franco-alemã (o rococó). Acresce o facto de se registar uma enorme liberdade interpretativa, tão cara aos ideais iluministas, que está na origem de interessantes manifestações de miscigenação entre as duas estéticas dominantes. A assimilação do rococó parece ter sido obra da influência das gravuras ornamentais. Importadas em larga escala a partir dos anos 50, gravuras de ornamentalistas franceses do “género pitoresco” como Jacques Lajoue, Nicolas Pineau, François Boucher e Pierre-Edme Babel, circulavam amplamente no país, tanto na edição francesa original quanto nas contrafações publicadas na cidade alemã de Augsburgo pelos editores
Johann Georg Hertel e Martin Engelbrecht. Foram também essenciais na divulgação do estilo em Portugal as fantasiosas criações de ornamentalistas alemães como Franz Xavier Habermann, Carl Pier e Jeremias Wachsmith. De destacar ainda a estadia de artistas franceses, nomeadamente o arquitecto Jean Baptiste Robillion e o entalhador Jacques Collin, ambos activos no Palácio de Queluz nos meados do século.
Na obra Art and Architecture in Spain & Portugal and their dominions - 1500 to 1800, Martín Soria encontra as primeiras manifestações de talha barroca nos últimos anos do século XVI, limitando o Barroco português ao período compreendido entre 1590 e 1710. Dentro destes limites subdivide o Barroco em fase inicial (até 1690) e Barroco Tardio. A fase inicial é ainda dividida em Alto Barroco (até 1640) e Barroco Clássico (até 1660). O Rococó, que se estende de 1715 a 1795 também é subdividido em Rococó inicial, ou estilo Joanino (até 1734), Alto Rococó (até 1760) e Rococó tardio (até 1795). Esta última fase já só se refere, segundo o autor, às colónias portuguesas, visto no Continente o estilo Neoclássico ter tido adesão a partir de 1760. A ideia que o Rococó tem mais expressão na periferia também está expressa na cronologia atribuída por Vitor Serrão, que coloca o início do Rococó em 1750 – aproximadamente a mesma altura em que Soria inicia o Rococó tardio, estando os autores de acordo que esta fase teve mais impacto fora de Lisboa, onde já havia gosto pelo Neoclássico. Para alguns estudiosos o Barroco começa a desenvolver-se em 1620, permanecendo numa fase incipiente até 1683, período definido como Protobarroco. De 1683 a 1750 o estilo desenvolve-se plenamente, denominando esta fase Barroco Nacional. Relativamente à talha, esta última fase divide-se em dois períodos: estilo nacional de 1668 a 1720 e estilo joanino de 1720 a 1750.
Até cerca de 1675, os retábulos em talha conservaram algumas características maneiristas, altura em que se começam a utilizar extensivamente colunas salomónicas ou espiraladas, bem como retábulos com tribuna. A talha começa a espraiar-se por todo o espaço da igreja, chegando aos púlpitos, vãos e grades, mobiliário, molduras e peanhas. Começa também a aumentar a utilização profana – carruagens, seges, mobiliário civil, arcos festivos. Quando se chega ao final do século XVII já estava implementada a saturação das igrejas com valores luminosos, associando-se a talha e o azulejo. André Soares, que iria ter papel preponderante na implantação desse novo estilo artístico nas decorações pétreas e de entalhe produzidas em Braga. De facto, tirando o caso de Braga, único no panorama português de setecentos, o rococó não será inteiramente entendido nas demais cidades portuguesas. Lisboa, apesar de ter recebido a celebrada Baixela Germain, preferiu o Pombalino, um “estilo” essencialmente pragmático. O centro artístico do Porto também o terá entendido muito mal: a sua arquitectura passa do barroco para o neoclassicismo, usando o vocabulário do rococó apenas e só (ou quase) na arte da talha e do mobiliário. Fora das grandes cidades portuguesas, destaque para o Santuário de Nossa Senhora de Aires (1743 e 1760), em Viana do Alentejo, obra emblemática colocada em pleno pulmão dos campos de lavoura baixo-alentejana, inscrito no meio de uma paisagem sem outras construções à sua volta, fazendo lembrar os santuários bávaros do rococó; a casa de Vila Boa de Quires (1740), em Marco de Canaveses, com frontespício de certa imponência e rico decorativismo em estilo rococó. A Igreja de São Francisco no Porto (1750 - 1751), recebe mais de 200 kg de ouro ricamente esculpido no seu interior, forrado a talha dourada trabalhada barroca e rococó a toda a altura da igreja.
No Porto, a Igreja do Carmo (1756 - 1768) no corpo superior da frontaria, coruchéus e esculturas das figuras dos quatro Evangelistas, revela influências do estilo “barroco Italiano” criado por Nicolau Nasoni. A igreja rococó de planta longitudinal com fachada principal em cantaria e de grande exuberância decorativa e fachada lateral revestida a azulejos alusivos ao orago, cornijas bem avançadas e de linhas ondulantes, barromínicas, têm um carácter inovador que marca bem a personalidade de quem fez o projecto e o executou. O retábulo-mor, rococó de Francisco Pereira Campanhã, ainda que menos feliz nas suas proporções do que os tipologicamente afins e contemporâneos, é de trabalho extraordinariamente perfeito, tendo por novidade a protuberância das bases, descendo em cascata de folhas e volutas, motivo que faz a ligação entre o estilo propriamente do Porto e o gosto do Alto Minho.
Não obstante, a arquitetura rococó, em Portugal, não atingiu um nível artístico comparável ao dos restantes países europeus. De entre os edifícios erguidos neste período destacam-se a ala poente do Palácio de Queluz, desenhada pelo francês Robillon, um conjunto de igrejas construídas para Lisboa após o terramoto de meados da centúria e uma série de pequenos edifícios civis e religiosos projetados por André Soares para a região de Braga.

## Design exterior eQuattro Libride Andrea Palladio

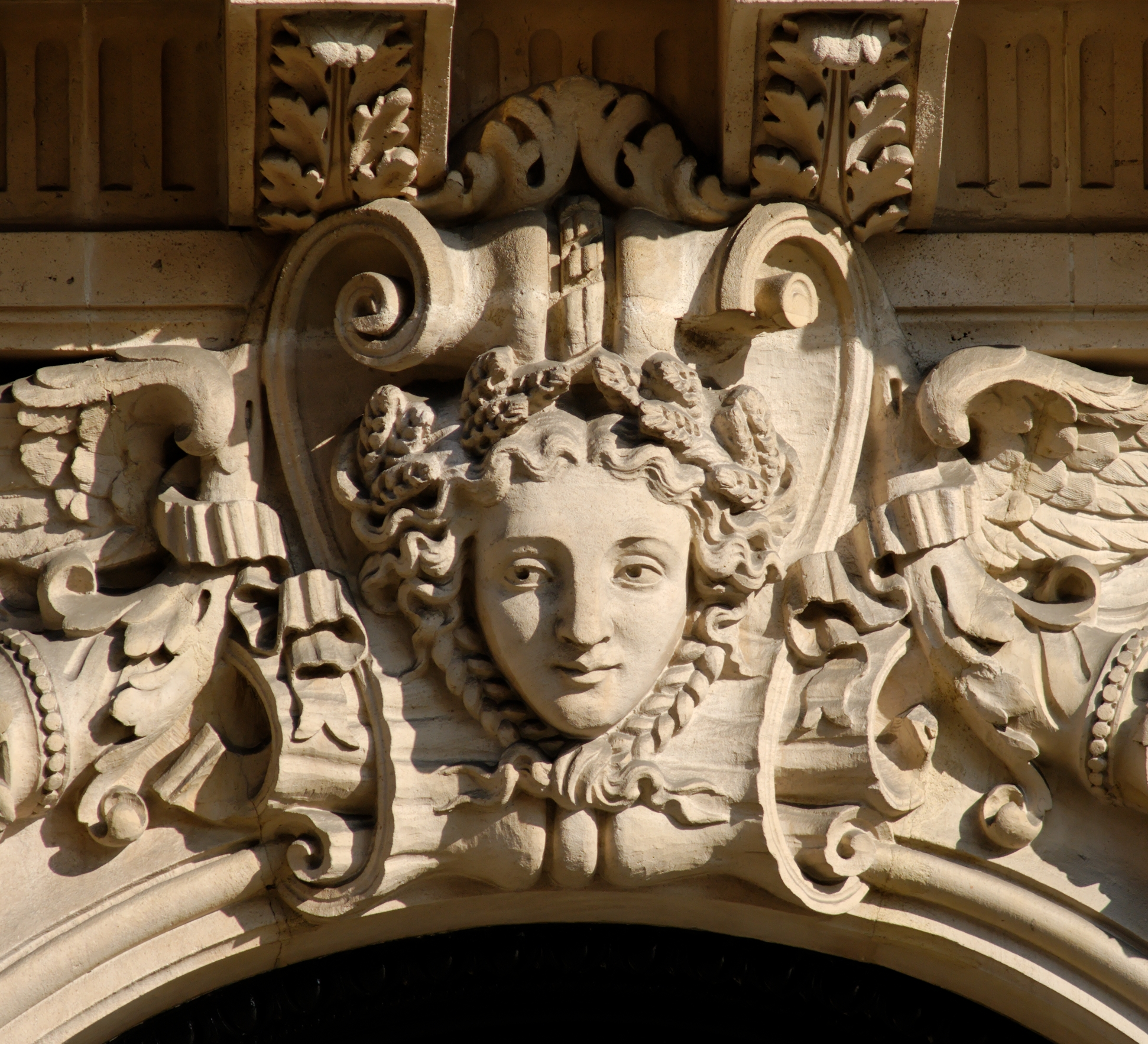
Mascarão da Avenue de l'Opéra no. 8, Paris, França

A arquitetura do século XVIII foi profundamente influenciada pelos ideais clássicos de design simétrico, destacando-se elementos como colunas, capitéis, frontões, arquitraves, estátuas e outras ornamentações exteriores. Os princípios descritos em Quattro Libri dell'Architettura (Quatro Livros sobre Arquitectura) de Andrea Palladio, publicados em Itália em 1570, permaneceram influentes durante a segunda metade do milénio. Estes princípios serviram de base para vários estilos arquitetónicos, incluindo Renascimento, Barroco, Rococó, Neoclássica e Arquitetura neoclássica grega. Forneceram um modelo para a disposição das divisões e o projeto básico das elevações externas.
Durante o período Rococó, os arquitetos adaptaram estes modelos clássicos para incluir formas assimétricas, curvas extravagantes e cores brilhantes, criando designs mais dinâmicos e envolventes. Embora alguns historiadores de arquitetura possam considerar o período Rococó como uma continuação do estilo Barroco tardio, é predominantemente reconhecido como um projeto arquitetónico distinto.
No final do século XVIII, o estilo rococó era cada vez mais visto como uma manifestação elaborada e grandiosa, caracterizada por cartuchos extravagantes, curvas extravagantes e dourado excessivo. Como reação, surgiu o estilo neoclássico, que visava o regresso às formas e motivos mais simples, alegóricos que lembravam a Grécia Antiga e a Roma. Estes estilos arquitetónicos incorporavam consistentemente motivos alegóricos, como folhas de acanto, cupidos, putti e figuras de divindades gregas e romanas, para transmitir uma imagem de sofisticação e estabilidade moral. No centro de muitos frisos arquitetónicos do Rococó estava o máscaron, um rosto alegórico que servia como símbolo de boas-vindas ou de dissuasão, dependendo da sua expressão.

## Elementos interiores e motivos alegóricos clássicos

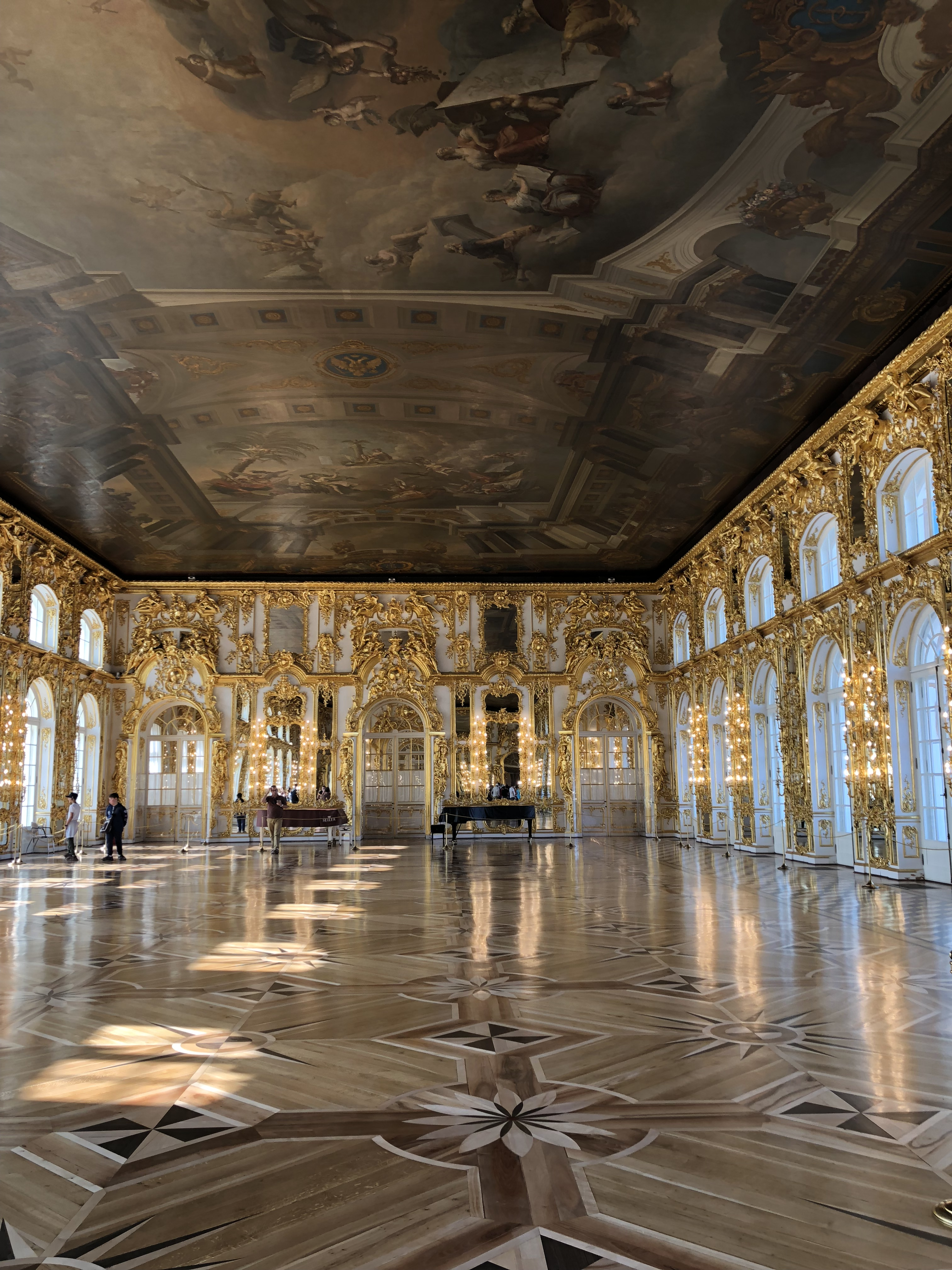
Salão de Baile, Enfilade Dourado de Salas de Francesco Rastrelli, Palácio de Catarina, Tsarskoye Selo na Rússia

Os interiores dos edifícios rococó tinham a intenção de projetar uma atmosfera de detalhes intrincados e conforto para os ocupantes e visitantes. Exemplos notáveis incluem o Hotel de Soubise em França, por Germain Boffrand, e o Palácio de Catarina na Rússia, por Johann-Friedrich Braunstein, onde o uso extensivo de espelhos e grandes janelas, rodeadas por molduras douradas com arabescos, criaram interiores espaçosos e luminosos em áreas como salões de baile, antecâmaras e salas de jantar de Estado. Estas configurações foram realçadas por gesso, douramento a água, marchetaria e piso de parquet, juntamente com tetos plafons pintados e dourados em trompe l'oeil.

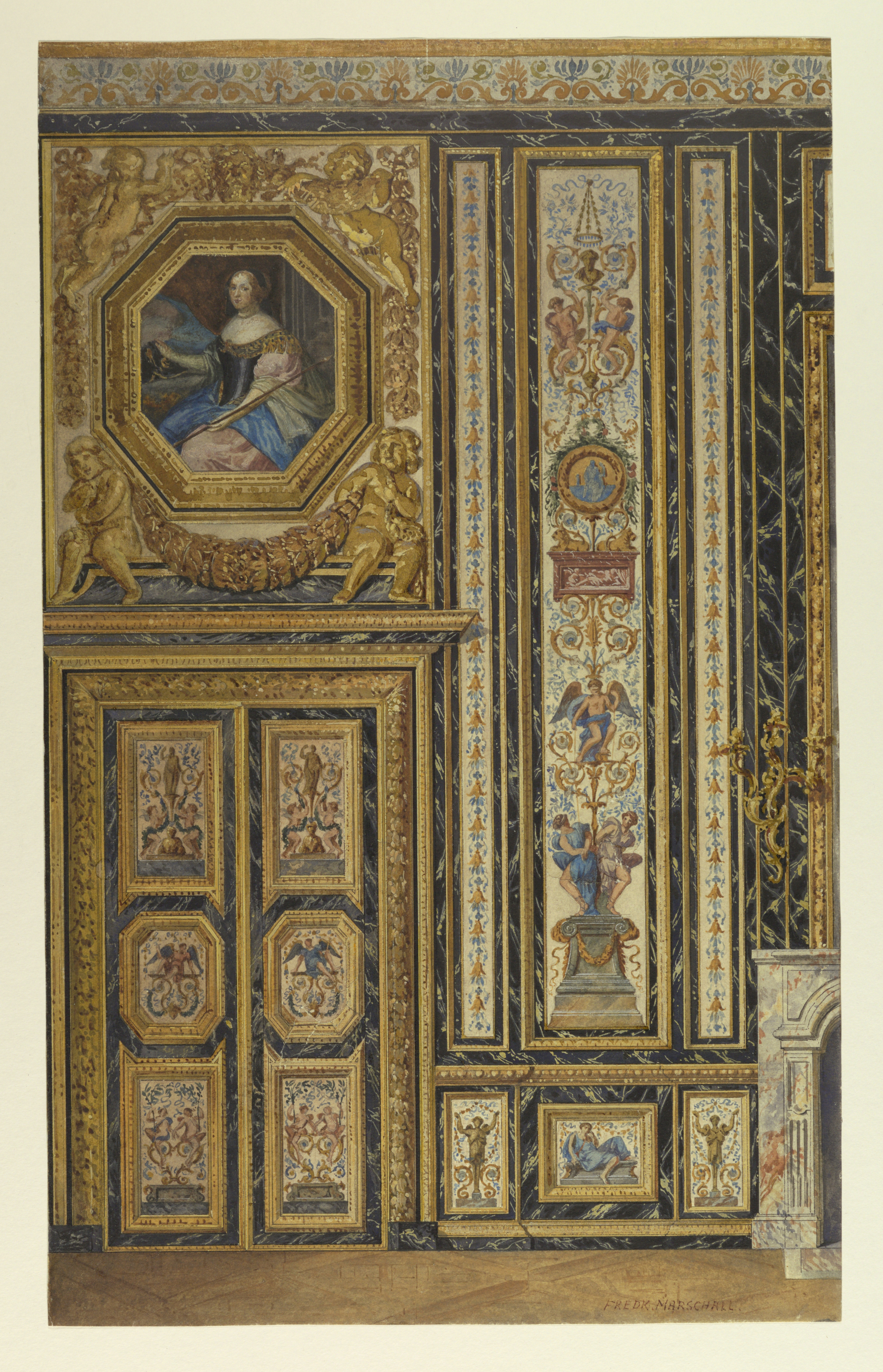
Apainelamento com arabescos no Palácio de Fontainebleau, Fontainebleau, França

Arabescos, frequentemente utilizados em painéis de parede emoldurados ou rebaixados, ou aplicados diretamente em paredes planas utilizando técnicas de trompe-l'œil para criar a ilusão de arestas tridimensionais, faziam parte da estratégia decorativa. Estes painéis, bem como o design exterior, também apresentavam motivos alegóricos clássicos, como folhas de acanto, vasos e mascarões. Além disso, a iconografia da chinoiserie, refletindo as interpretações europeias da arte chinesa e do leste asiático, era predominante. Os motivos podiam ser pintados, rebocados ou incrustados com materiais como marchetaria ou jade lacado. No Palácio de Catarina, singularmente, estes desenhos foram mesmo incorporados em painéis de âmbar multicolorido.
O mobiliário e as artes decorativas do período Rococó foram concebidos para serem funcionais e confortáveis. Contrastando com as grandes cadeiras de madeira escura com estrutura dourada do início do período barroco, os móveis rococós apresentavam normalmente estofos com almofadas brilhantes e eram feitos para uma utilização moderadamente pesada. Elementos decorativos, como placas de porcelana de pasta macia eram frequentemente incrustados em peças de mobiliário, como guarda-roupas, cómodas, consolas, secretárias e secretárias. Objetos decorativos complementares, incluindo relógios de pêndulo e vasos, completavam o embelezamento dos interiores rococó.

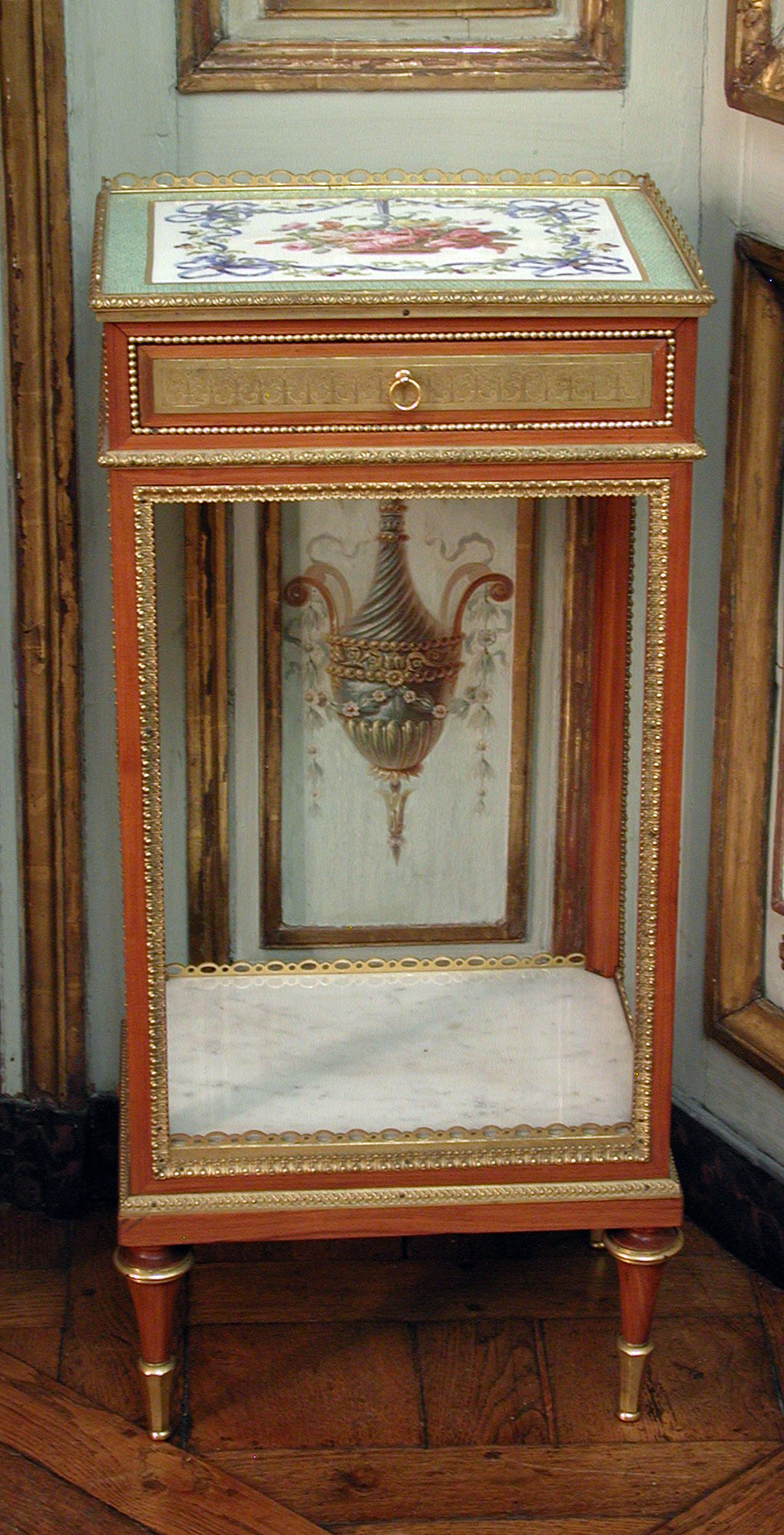
Mesa consola incrustada com placas de porcelana de pasta macia.

### Pavimentos
Durante o período Rococó, os pavimentos de madeira apresentavam frequentemente parqueteria, uma técnica de design que envolvia a incrustação de painéis de madeira tingidos em várias cores. Estes painéis foram organizados em padrões simétricos e visualmente cativantes.

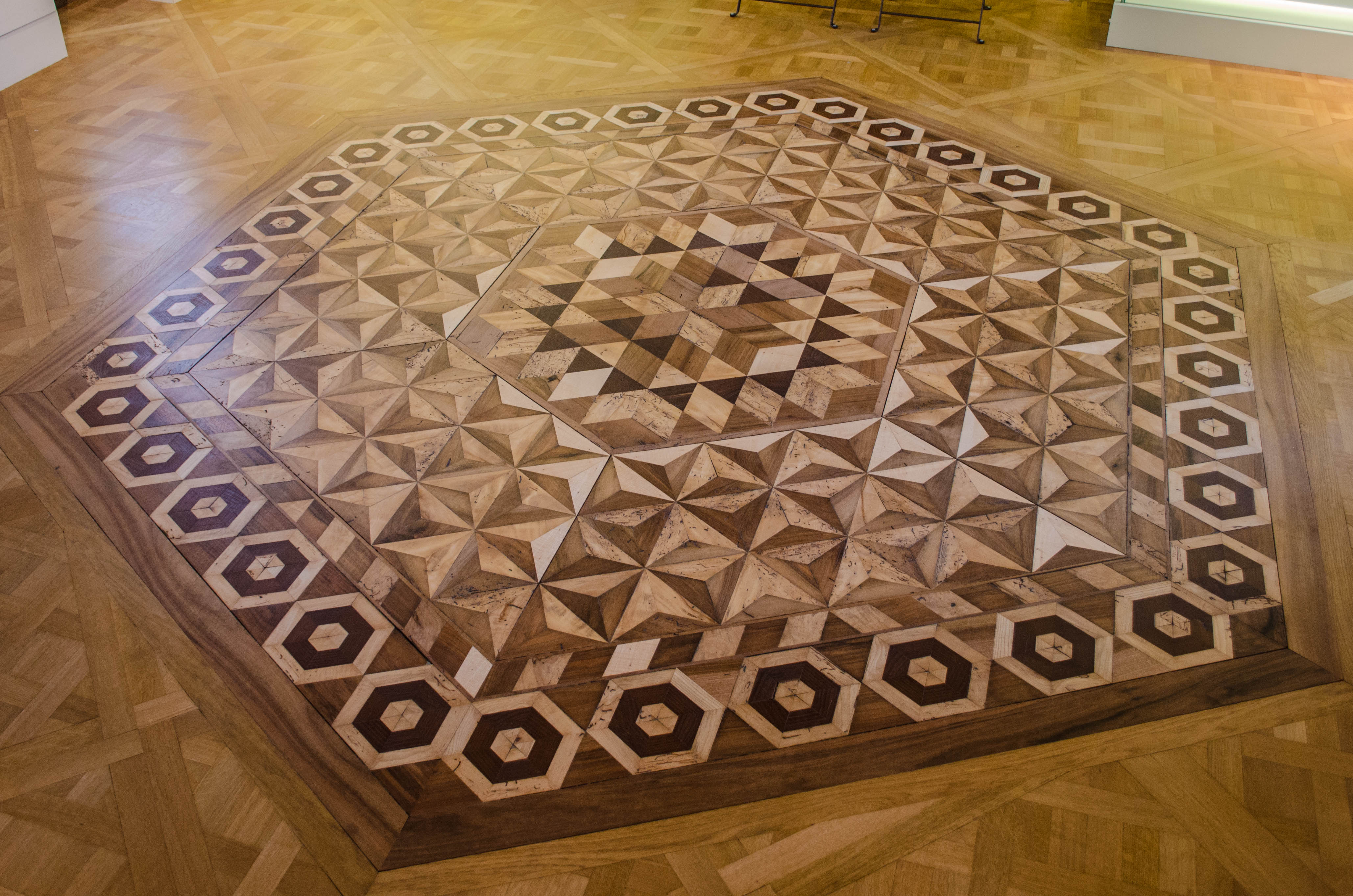
Pavimento incrustado com madeira de parquet no Musée des Beaux-Arts, Valence, França

### Plafons
Nos grandes edifícios rococó, os tetos, muitas vezes chamados de plafons, eram pintados e dourados com cenas que representavam mitos gregos antigos e mitos romanos, juntamente com outros motivos clássicos e alegóricos. Estas decorações tinham dois propósitos: eram elementos visualmente impressionantes no design de interiores e também atuavam como representações de valores sociais.

### Layout interior
O layout interior dos palácios rococó incorporava frequentemente um projecto de vários níveis, geralmente com dois, três ou quatro andares, cada um composto por duas divisões ao longo do seu comprimento. Em vez de utilizarem corredores ou galerias para aceder às divisões, estes palácios eram concebidos em torno de um ou mais imponentes escadórios, para além de escadas de serviço e elevadores, que conduziam a um ponto central nos pisos superiores. A partir desta localização central, os ocupantes e visitantes passavam por uma série de divisões, como bibliotecas, antecâmaras, quartos, boudoirs e quartos de dormir. Esta progressão de espaços públicos para espaços mais privados facilitou tanto a interação social como a utilização hierárquica do espaço, ao mesmo tempo que maximizou a área útil do edifício e reduziu a área útil para corredores e passagens.
Quando os corredores eram utilizados, eram geralmente utilizados apenas por funcionários e trabalhadores, passando muitas vezes por trás de escadas e entradas de serviço. Os indivíduos de estatuto mais elevado e os convidados viajariam pelo conjunto de salas conectadas para chegar aos seus destinos. No piso térreo, foram posicionados espaços funcionais, como cubículos de mordomos, salas de guarda, gabinetes auxiliares, salas de gabinetes de porcelana e prata e cozinhas aquecidas com fácil acesso às instalações exteriores e entradas de serviço. Espaços cerimoniais como salões de baile, capelas, salas de receção, escritórios principais e salas de jantar de Estado foram colocados mais próximos do centro do palácio, garantindo a proximidade da grande escadaria e a acessibilidade a outras salas relacionadas.

### Cocheiras
Os complexos palacianos rococó incluíam frequentemente cocheiras, que eram utilizadas para armazenamento e manutenção de carroças puxadas por cavalos e equipamento relacionado. Estavam ligados a estábulos e áreas de pastagem para acomodar os cavalos que os moviam.
No mundo anglófono, estes complexos dedicados à habitação e ao cuidado dos equídeos eram frequentemente chamados de edifícios mews. Muitas mansões históricas britânicas tinham estábulos separados.

## Paisagismo

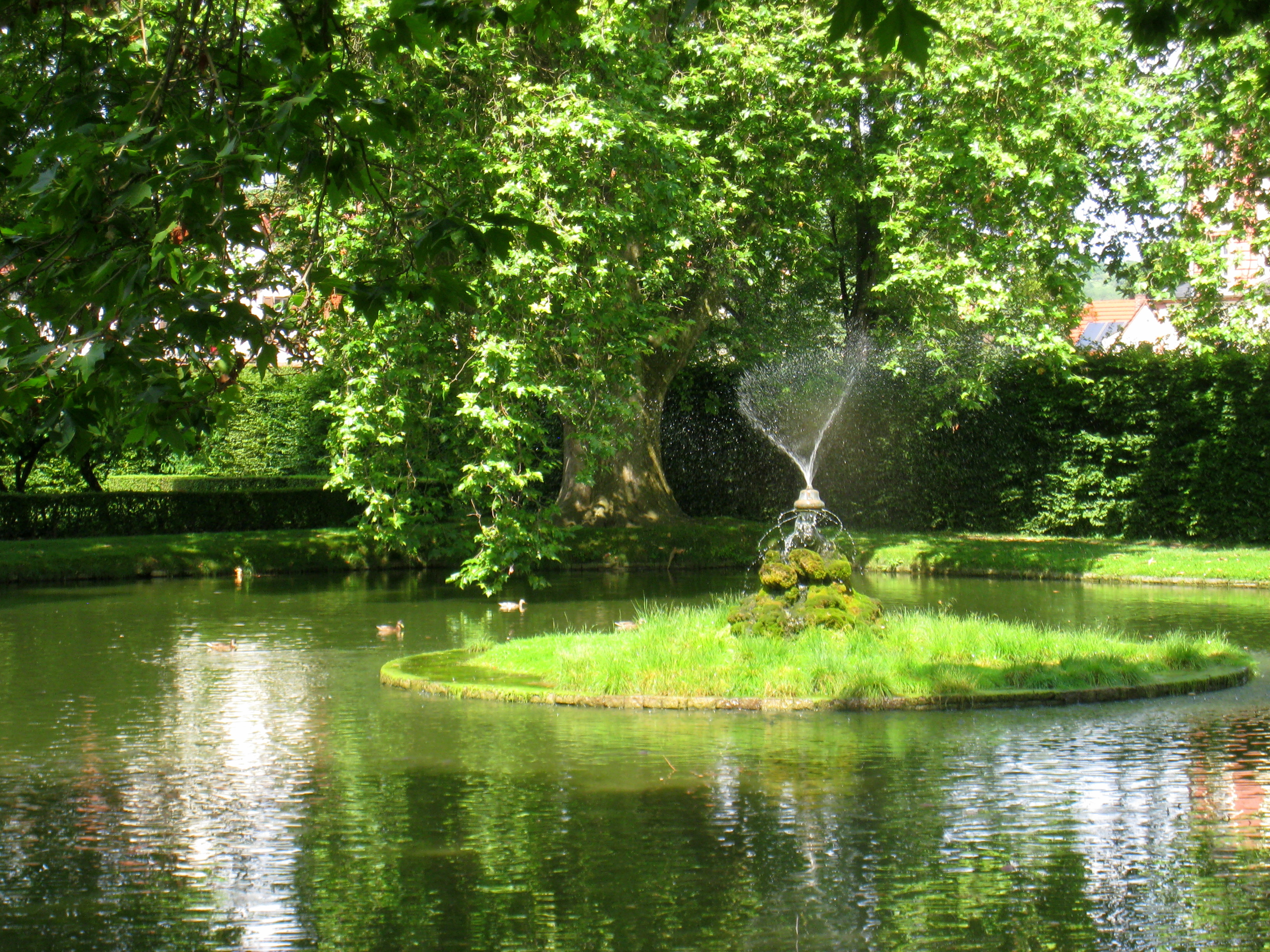
Jardim Rococó, Palácio de Veitshöchheim, Francónia, Federação Alemã

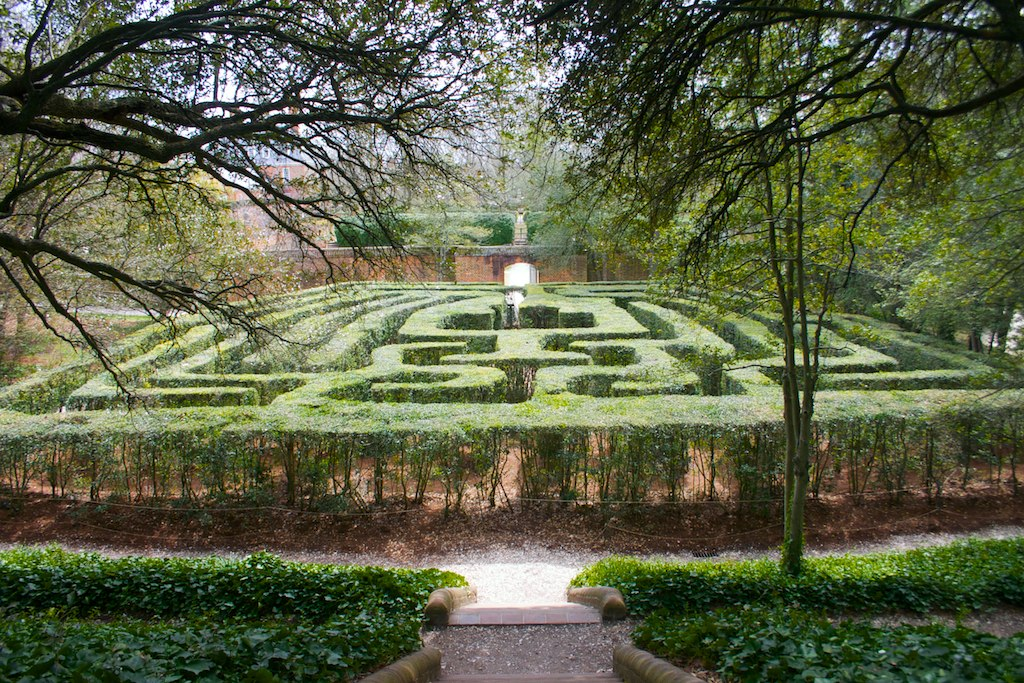
Labirinto de sebes, Palácio do Governador (Virgínia), Estados Unidos

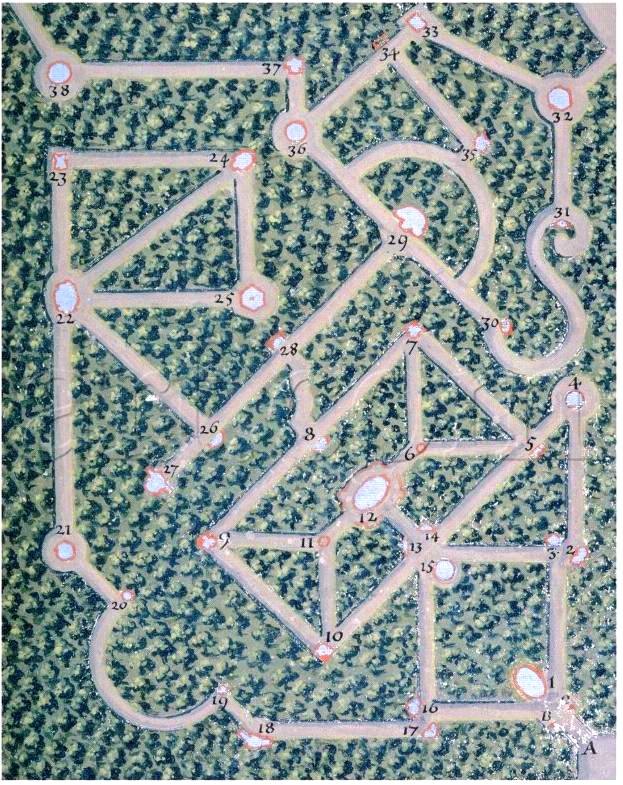
Planta do Labirinto de Versalhes, com as fontes (numeradas)

Os palácios e as grandes casas rococós continham vários jardins formais e informais, incluindo canteiros, hortas, labirintos de sebes, fontes e lagos refletores. Cada um destes elementos servia propósitos estéticos e funcionais específicos dentro do projeto paisagístico.
Os parterres eram jardins formais, que com foices e corta-relva, mantinham uma altura não superior a meio metro. Eram consideradas áreas exteriores altamente privadas, ideais para discutir assuntos confidenciais, pois a baixa altura da vegetação garantia que qualquer pessoa nas proximidades também fosse visível, reduzindo assim o risco de espionagem.
As hortas eram normalmente cuidadas por criados domésticos e jardineiros, produzindo produtos frescos que complementavam o fornecimento de alimentos a partir de fontes externas.
Os labirintos de sebes ofereciam tanto entretenimento como apelo estético, com alguns concebidos com uma única entrada e saída a conduzir a um beco sem saída central. Esta característica central incluía geralmente pequenas estátuas ou fontes e proporcionava um local isolado para encontros mais privados, como namoros. Arquitetos italianos já desenhavam labirintos de jardins conceituais em 1460, e centenas de labirintos foram construídos na Europa entre os séculos XVI e XVIII.
Entre os elementos decorativos destes jardins, destaca-se o vaso campana. Este grande vaso de pedra, com uma base estreita e um corpo largo e cilíndrico, foi inspirado nos antigos vasos e jarros romanos, tradicionalmente utilizados na produção de vinho na antiguidade clássica.

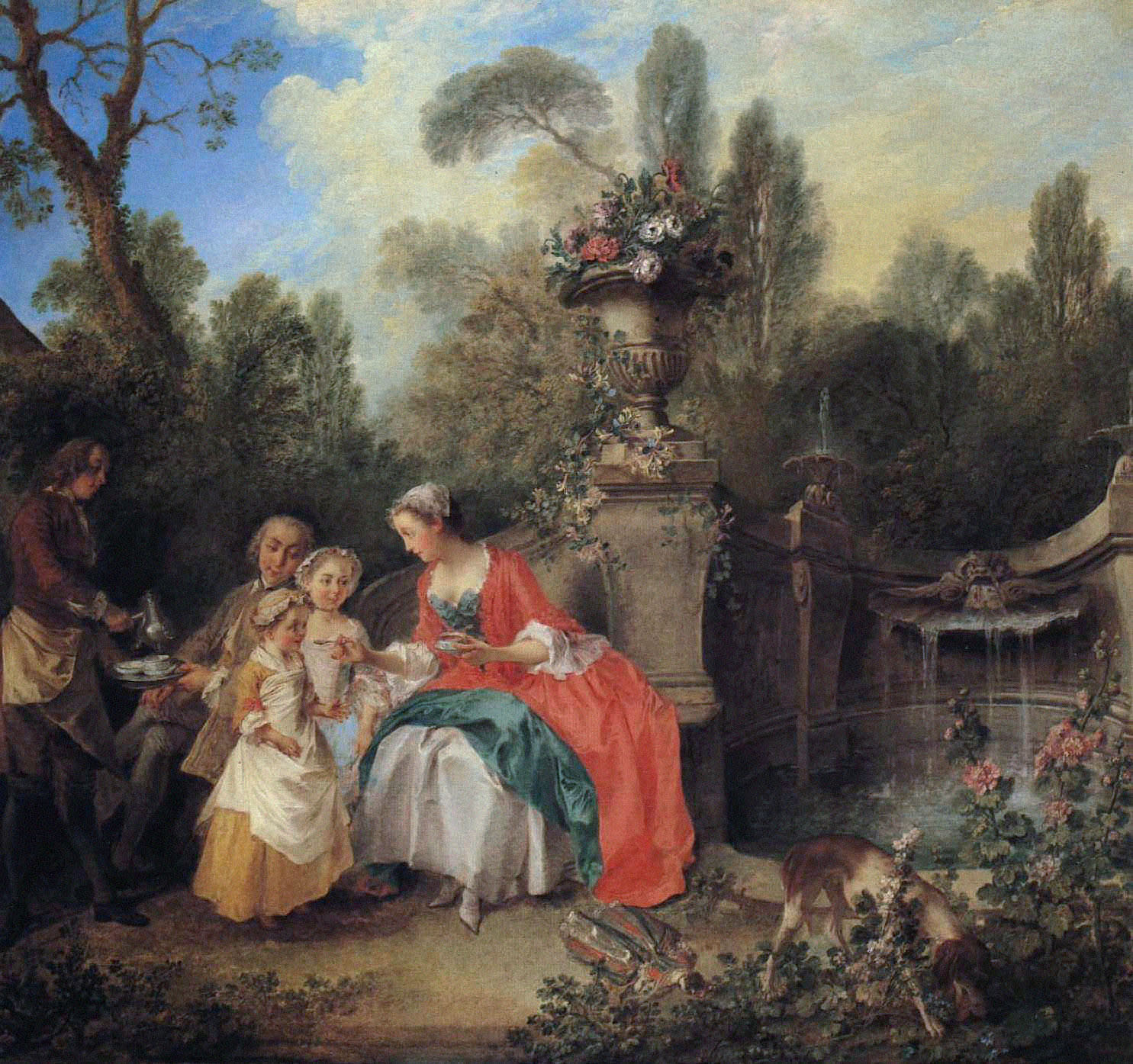
Uma senhora e um cavalheiro de Nicolas Lancret a tomar café com crianças num jardim

## Nota
1. ↑  Smith, Robert C, A talha em Portugal... Op. Cit., p. 129. Aliás, opinião expressa também por autores portugueses que, desde 1953, com os estudos de um Reynaldo Santos, já admitia um barroco "essencialmente rococó"), ou ainda, como postula José-Agusta França, para quem a permanência das estruturas formais do barroco conduziu o rococó a uma diluição no tardo-barroco, isto é, opiniões de peso na historiografia da arte portuguesa em que se enraíza a condição do rococó como fase terminal do barroco, Consultar ainda, a esse respeito, o artigo Rococó no Dicionário da Arte Barroca em Portugal, Lisboa, Editorial Presença, 1989